# Rumania en la temprana Edad Moderna

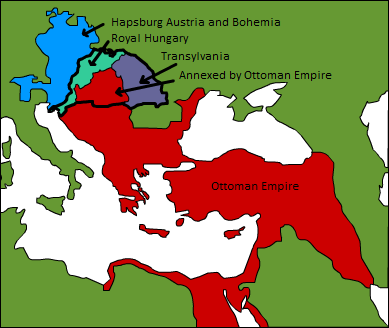
Territorio húngaro después de la batalla de Mohács, en 1526. Las fronteras del reino húngaro en negro, las otras áreas de los Habsburgo en azul y verde; Transilvania en violeta y el Imperio otomano en rojo.

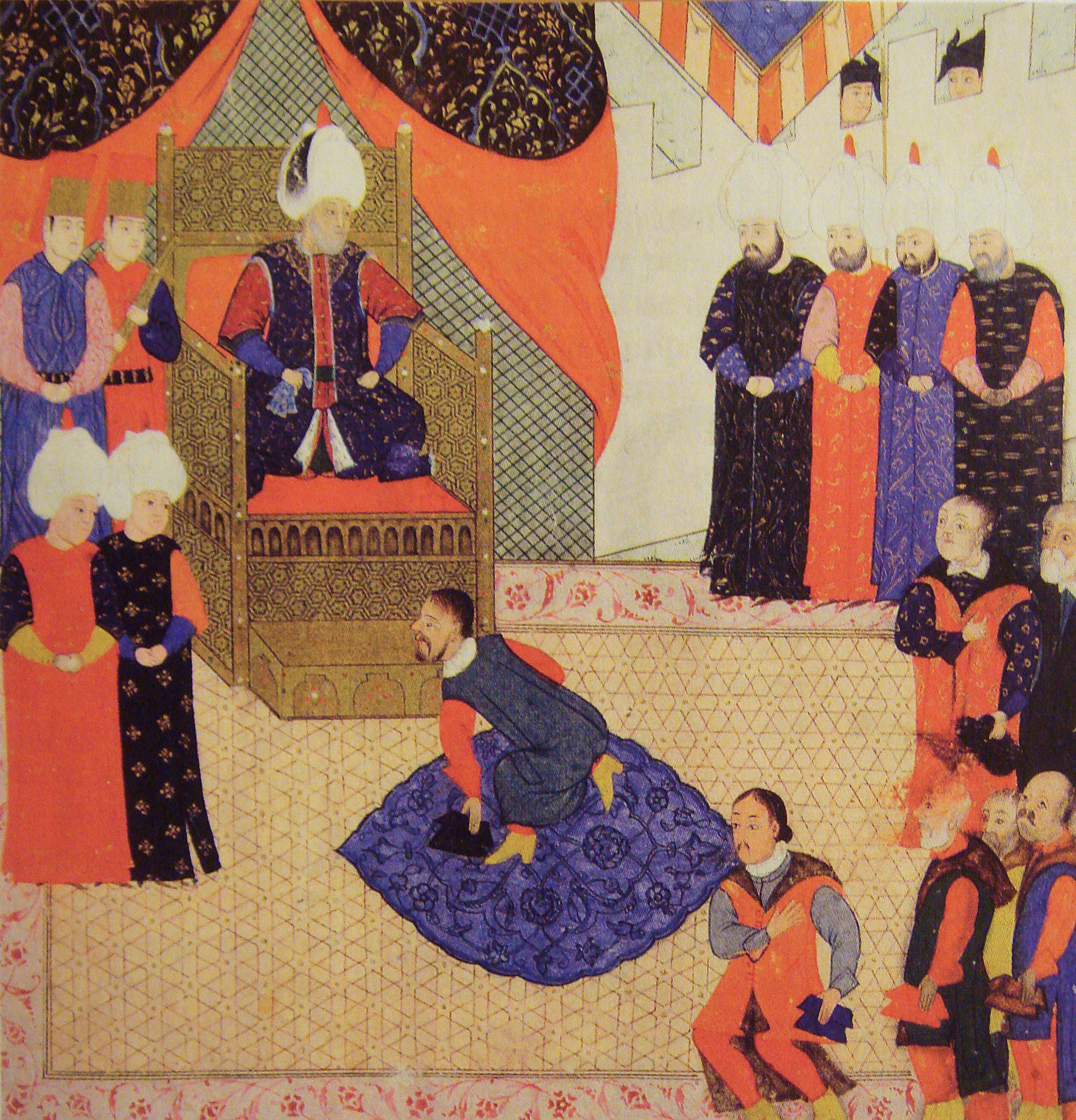
Juan Segismundo de Zápolya, primer principe de Transilvania (r. 1541-1571) arrodillado ante el sultán Suleimán el Magnífico en 1556 prestando vasallaje.

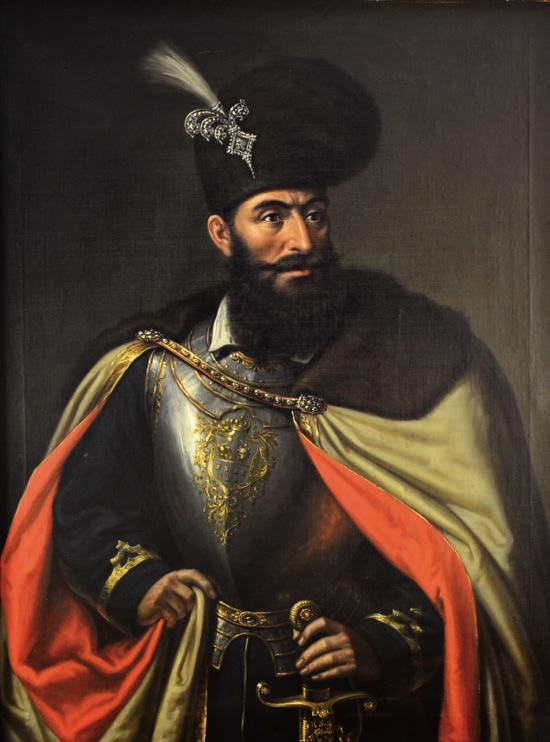
Miguel el Valiente (Mihai Viteazul)

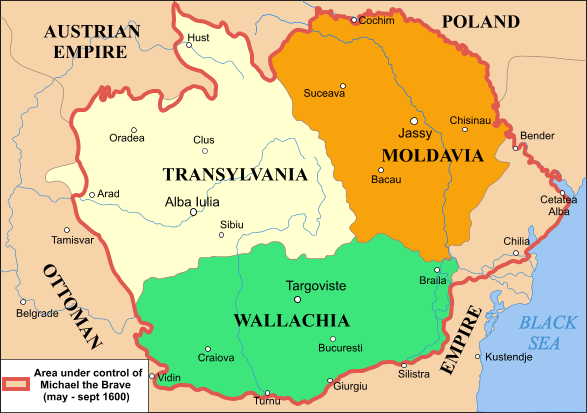
Los principados de Valaquia, Transilvania y Moldavia se unieron bajo Miguel el Valiente durante cuatro meses en 1600.

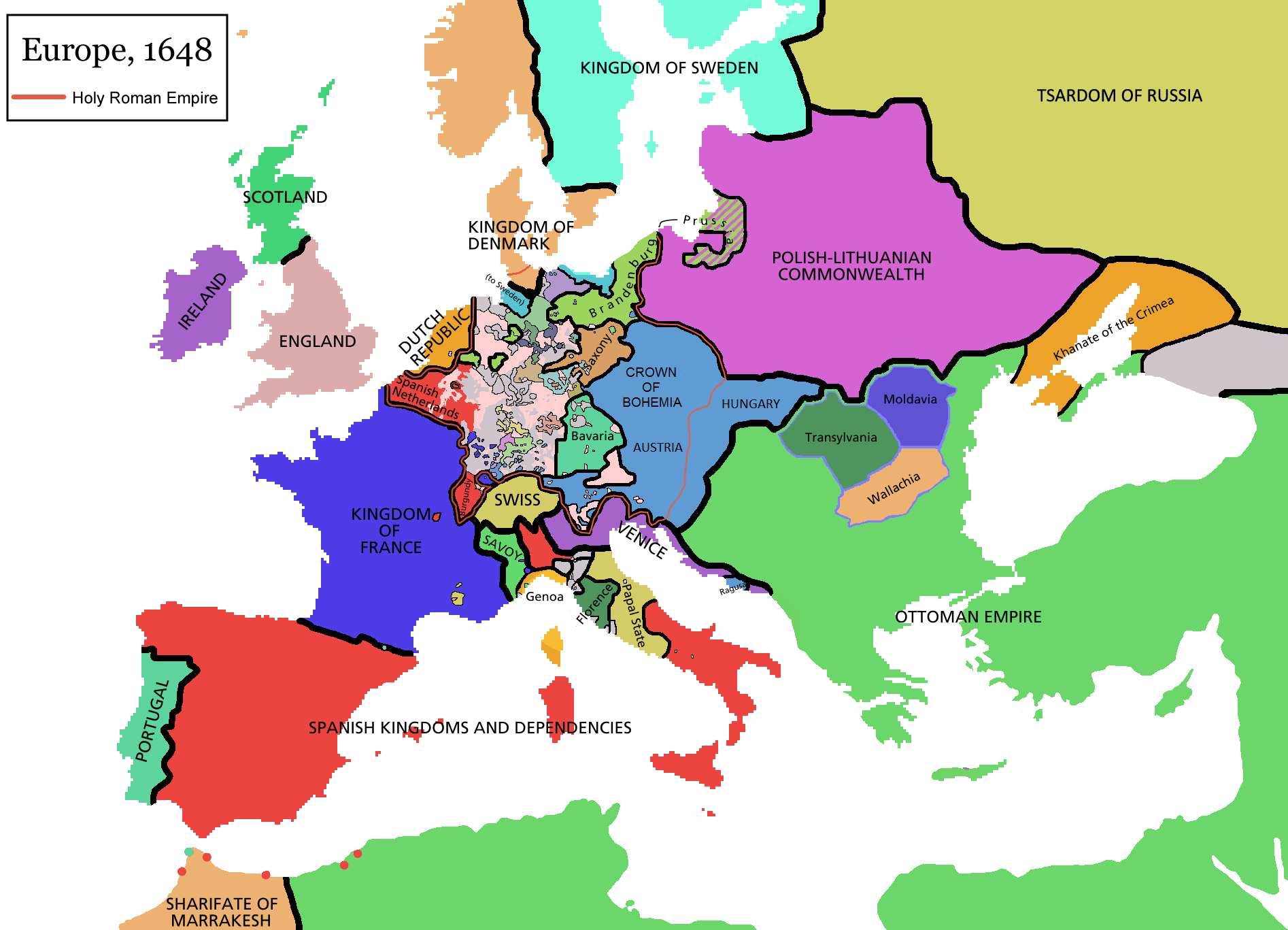
Mapa de Europa en 1648 que muestra Transilvania y los dos principados rumanos: Valaquia y Moldavia

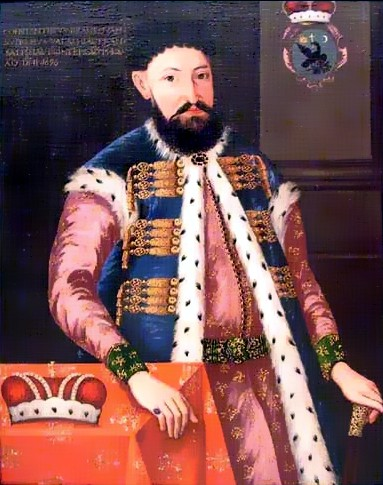
Constantin Brâncoveanu, príncipe de Valaquia (r. 1688-1714), retrato contemporáneo de 1699, Monasterio de Santa Katarina, Monte Sinaí

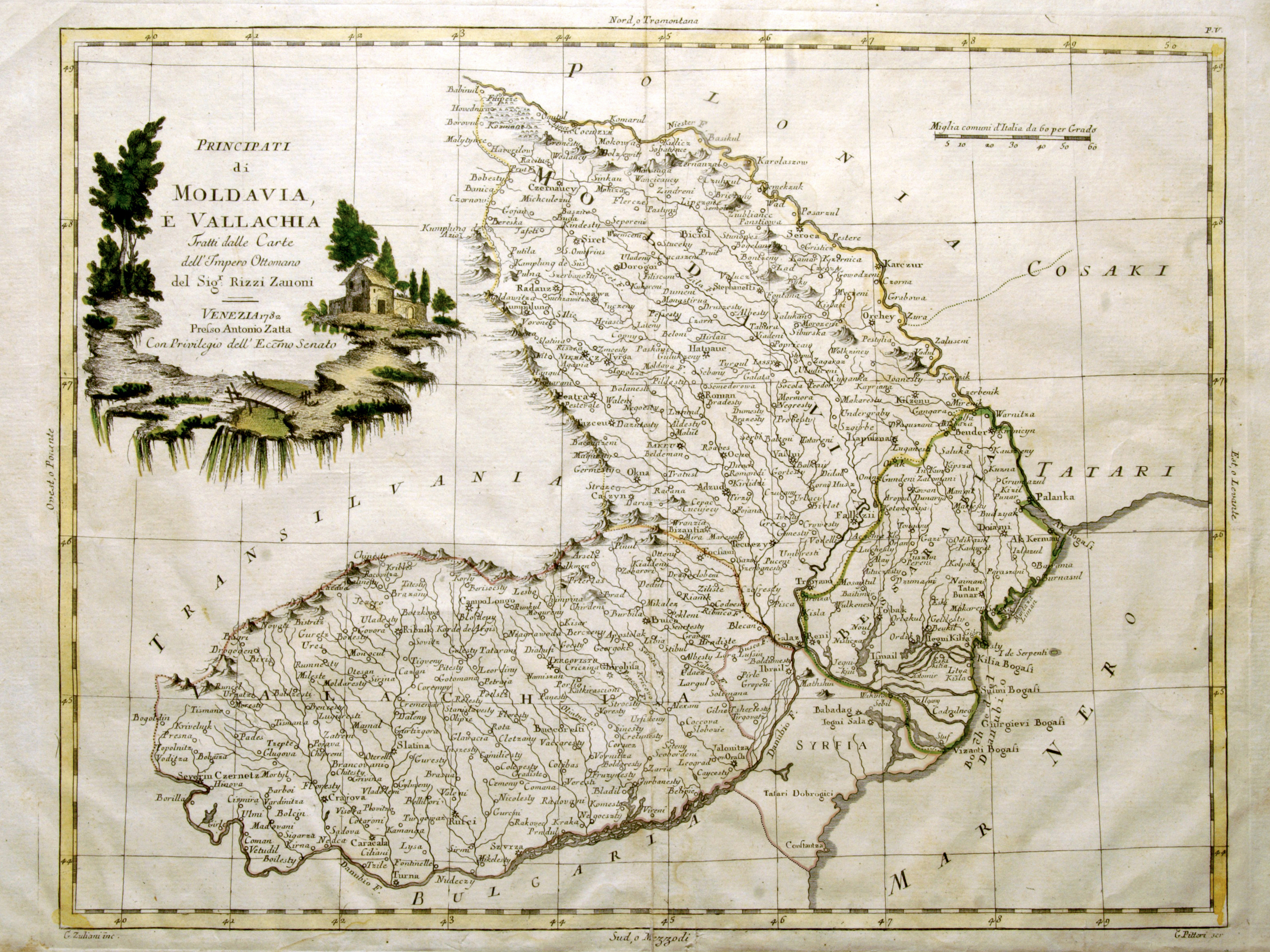
Los principados de Moldavia y Valaquia en 1786, mapa italiano de G. Pittori, desde el geógrafo Giovanni Antonio Rizzi Zannoni.

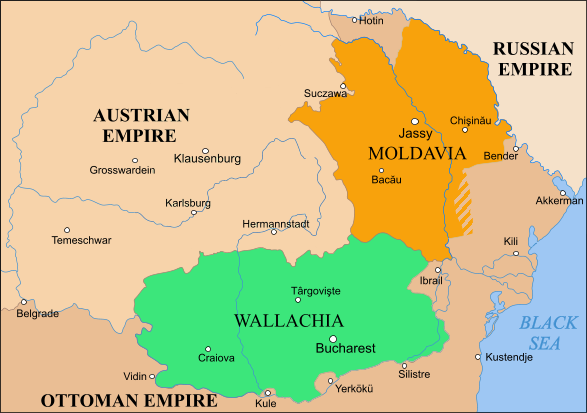
Los principados rumanos en el período 1793-1812

Rumanía en la Edad Moderna se refiere al período histórico que va desde la conquista ante el Imperio otomano del territorio ahora incluido en la Rumanía actual, entre 1529 y 1530, hasta las fases que precedieron al despertar nacional, en la primera mitad del siglo XIX. Rumanía experimentó una fase convulsa entre 1500 y 1530, con frecuentes cambios en el poder y una disminución del comercio desde el principado de Moldavia y Valaquia con otros destinos europeos ya después de las últimas décadas del siglo XV. Antes, la venta de pieles, cereales, miel y cera al Sacro Imperio Romano Germánico, la República de Venecia y el Reino de Polonia, así como la importación de seda, armas y otros artefactos, eran una fuente de ingresos innegable, pero al final del siglo XVI, el Imperio otomano reemplazó a todos los demás socios comerciales. 
En 1541, toda la península balcánica y el norte de Hungría se convirtieron en provincias otomanas. Moldavia, Valaquia y Transilvania quedaron bajo la soberanía otomana, pero siguieron siendo totalmente autónomas y, hasta el siglo XVIII, tuvieron cierta independencia externa.[cita requerida]
Isabela Jagellón, reina viuda y regente en nombre del niño de apenas un año, Juan II, el rey electo de Hungría no Habsburgo, que nunca gobernó, trasladó su corte real a Alba Iulia en Transilvania: Juan se convirtió en el primer gobernante (r. 1541-1571) del Reino de Hungría del Este, antecedente del futuro Principado de Transilvania. El país experimentó, aunque siendo un estado vasallo del Imperio otomano, una fase de autonomía de gran alcance. Como vasallo, pagaba un tributo anual a la Sublime Puerta y le brindaba apoyo militar; a cambio, los otomanos prometieron su protección ante amenazas externas. Fue el primero de los príncipes nativos que gobernaron Transilvania desde 1540 hasta 1690. Las poderosas familias gobernantes de Transilvania —en su mayoría húngaras, irónicamente fortalecidas por la desintegración del reino de Hungría—, solían elegir al príncipe que tenía que ser confirmado por la Sublime Puerta; sin embargo, en algunos casos, los otomanos nombraron al príncipe de antemano. La Asamblea de Estados de Transilvania se convirtió en Parlamento y la nobleza renovó la Unión de Tres Naciones, que aún excluía a los rumanos del poder político. Los príncipes tomaron medidas para separar a los rumanos de Transilvania de los de Valaquia y Moldavia, y prohibieron a los sacerdotes ortodoxos entrar en Transilvania desde Valaquia. Por el acuerdo de Espira de 1570, que confirmaba la paz de Adrianópolis (1568), Juan renunciaba a su pretensiones a la corona húngara y el reino húngaro se dividía definitivamente en tres partes: el emperador Maximiliano II de Habsburgo reconocía formalmente la parte oriental como Principado de Transilvania independiente . 
Después del colapso de Hungría, la Reforma protestante se había extendido rápidamente a Transilvania y la región se convirtió en uno de los baluartes protestantes de Europa. Los alemanes de Transilvania adoptaron el luteranismo y muchos húngaros se convirtieron al calvinismo. Sin embargo, los protestantes que hicieron imprimir y distribuir los catecismos en rumano apenas lograron sacar a los rumanos de la ortodoxia. El edicto de Turda de 1568 de Juan II fue el primer decreto de libertad religiosa en la historia europea moderna. En 1571, el parlamento de Transilvania aprobó una ley que otorgaba libertad de creencias e igualdad de derechos a las cuatro religiones, católica, luterana, calvinista y unitaria. La ley fue una de las primeras de su tipo en Europa, pero la igualdad religiosa que proclamaba quedaba limitada ya que aunque los rumanos ortodoxos, por ejemplo, eran libres de practicar su religión, no gozaban de igualdad política.
También aumentó la presión del Imperio otomano sobre Valaquia y Moldavia después de la conquista de Buda. En los 170 años que siguieron, los dos principados rumanos gradualmente fueron sometidos a una dependencia cada vez mayor de la Sublime Puerta, incluso si su estatus seguía siendo el de estados vasallos: Valaquia y Moldavia aseguraron una amplia independencia interna para sí mismos y hasta en el siglo XVIII incluso cierto margen de maniobra en la política exterior. Los otomanos elegían a los príncipes de Valaquia y Moldavia entre los hijos de nobles rehenes o refugiados. Pocos príncipes murieron por causas naturales, pero vivieron con gran lujo durante sus reinados. Como en el caso de Transilvania, los dos principados se comprometieron a brindar apoyo militar al Imperio otomano y, a cambio, recibieron la promesa de los otomanos de estar protegidos de las amenazas externas.
La última resistencia seria de Valaquia vino del príncipe de Valaquia Miguel el Valiente (Mihai Viteazul) (r. 1593-1601). Después de ser entronizado, su ejército tomó varias fortalezas otomanas. Al final, el objetivo de Miguel era la independencia total. Con este propósito, en 1598 juró lealtad por primera vez al emperador germánico Rodolfo II. Un año después, Miguel tomó Transilvania y su victoria incitó a los campesinos de Transilvania a la rebelión. Miguel, sin embargo, estaba más interesado en hacerse querer por la nobleza de Transilvania y menos en apoyar a los siervos rebeldes. Reprimió el levantamiento, pero a pesar de las promesas del príncipe, los nobles desconfiaron de él. En 1600, Miguel finalmente conquistó Moldavia y, por primera vez, gobernó en una unión personal. a todos los rumanos en Valaquia, Moldavia y Transilvania, aunque solo durante cuatro meses. El éxito de Miguel sorprendió a Rodolfo. El emperador incitó a la nobleza de Transilvania a rebelarse contra el príncipe y, al mismo tiempo, Polonia invadió Moldavia. Miguel consolidó sus fuerzas en Valaquia, se disculpó con Rodolfo y acordó una campaña con el general de Rodolfo, Giorgio Basta, con la que Transilvania iba a ser recuperada de los rebeldes nobles húngaros. Después de su victoria, Basta hizo matar a Miguel por presunta traición. La figura de Miguel el Valiente se acrecentó llegando a ser legendaria, y más importante que en su vida, y su breve unificación asumió un papel importante para las generaciones posteriores que planificaron la unificación de las tierras que ahora componen la nación dacia, a pesar de que Dobruja y Banato, totalmente sometidas a Estambul, y que solo se conseguirá tres siglos después para constituir Rumanía. 
En Transilvania, el ejército de Basta persiguió a los protestantes y expropió ilegalmente sus propiedades hasta que Esteban Bocskai (r. 1605-1606), un antiguo partidario de los Habsburgo, convocó a un ejército que expulsó a las tropas imperiales del país. En 1606, Bocskai firmó tratados de paz con los Habsburgo y los otomanos, lo que aseguró su posición como príncipe de Transilvania y garantizó la libertad religiosa y extendió la autonomía de Transilvania.
Después de la muerte de Bocskai y del reinado del tiránico Gabriel Báthory (r. 1607-1613), la Sublime Puerta obligó a Transilvania a aceptar a Gabriel Bethlen (r. 1613-1629) como príncipe. Transilvania experimentó una edad de oro bajo el gobierno absolutista, e ilustrado, de Bethlen, que fomentó la agricultura, el comercio y la industria, abrió nuevas minas, envió estudiantes a universidades protestantes en el extranjero y prohibió a los terratenientes negar la educación a los hijos de sus siervos.
Después de la muerte de Bethlen, el parlamento estatal de Transilvania revirtió la mayoría de sus reformas. Poco después, Jorge Rákóczi I (r. 1630-1648)  se convirtió en príncipe. Como Bethlen, Rákóczi envió tropas de Transilvania a la guerra de los Treinta Años para luchar del lado de los protestantes; Transilvania fue mencionada como estado soberano en la Paz de Westfalia. La edad de oro terminó después de Jorge Rákóczi II (r. 1648-1660) había iniciado un desafortunado ataque contra Polonia sin antes consultar a la Sublime Puerta o al parlamento estatal. Un ejército turco y tártaro derrotó al ejército de Rákóczi y ocupó Transilvania. Durante el resto de su independencia, Transilvania tuvo que soportar una serie de líderes débiles y a lo largo del siglo XVII sus campesinos rumanos permanecieron en la pobreza y la ignorancia.
Durante el breve mandato de Miguel y los primeros años de la soberanía otomana, la distribución de la tierra dentro de Valaquia y Moldavia cambió drásticamente. A lo largo de los años, los príncipes de Valaquia y Moldavia concedieron propiedades a los boyardos locales a cambio del servicio militar, de modo que en el siglo XVII apenas quedaba tierra. En busca de prosperidad, los boyardos comenzaron a invadir las tierras campesinas y su lealtad militar al príncipe disminuyó. Como consecuencia, la servidumbre se expandió, los boyardos exitosos se convirtieron en más cortesanos que guerreros, y se desarrolló una clase intermedia de humildes nobles empobrecidos. Los aspirantes a príncipes se vieron obligados a pagar enormes sobornos para poder llegar al poder, y los impuestos y las recaudaciones empeoraron la vida de los campesinos. Cualquier príncipe que buscara mejorar la vida de los campesinos corría el riesgo de un déficit financiero que podría permitir a los rivales superarlo aante la Sublime Puerta y apoderarse de su puesto.
En 1632 el boyardo Matei Basarab fue elegido como príncipe de Valaquia (r. 1632-1654) y significó la primera excepción —aunque podría decirse lo mismo de Mihai Viteazul— de una regla establecida por el hábito de elegir a familiares de los príncipes anteriores. Dos años después, se convirtió en príncipe de Moldavia Vasile Lupu (r. 1634-1653), hombre de origen albanés. Los celos y la ambición de Matei y de Vasile socavaron la fuerza de los dos principados en un momento en que el poder del Imperio otomano comenzaba a menguar. Apuntando al trono más atractivo de Valaquia, Vasile atacó a Matei, pero su ejército derrotó a los moldavos y un grupo de boyardos moldavos derrocó a Vasile. Tanto Matei como Vasile, sin embargo, fueron gobernantes ilustrados que apoyaron generosamente la religión y las artes, instalaron imprentas, publicaron libros religiosos y códigos legales y fundaron grandes monasterios que se convirtieron en importantes centros culturales y educativos suprarregionales, como el monasterio de Căldăruşani en Valaquia y Trei Ierarhi en la capital de Moldavia.
La vida cultural, social y económica en Valaquia floreció bajo el gobierno de Constantin Brâncoveanu (r. 1688-1714). Al mismo tiempo, la familia Cantemir gobernaba en el Principado de Moldavia. Como en la primera mitad del siglo XVII, el conflicto entre los dos principados debilitó su situación de política exterior. Brâncoveanu y Cantemir negociaron simultáneamente con el zar Pedro I de Rusia e intentaron formar una alianza con él contra los turcos, pero al mismo tiempo traicionaron las intenciones del otro a la Sublime Puerta para debilitar su posición. Después de la muerte de Brâncoveanu y de sus 4 hijos, que fueron decapitados en Constantinopla, y después de la huida de Dimitrie Cantemir a Rusia, comenzó la llamada era Fanariota en Valaquia y Moldavia. A partir de entonces, los príncipes ya no eran elegidos por los boyardos locales, sino nombrados por la Sublime Puerta de entre la élite griega que vivía en Constantinopla. Los dos principados continuaron desempeñando un importante papel cultural y religioso en el sureste de Europa. Dado que, a diferencia de los países vecinos al sur del Danubio, no estuvieron expuestos a las influencias islámicas, se convirtieron en un lugar de refugio para muchos eruditos cristianos. Además, los príncipes de Valaquia y Moldavia pudieron apoyar a los monasterios ortodoxos del Monte Athos, Siria, Egipto, Palestina y Sinaí durante siglos. Así apareció en 1711 la primera Biblia en escritura árabe para los cristianos sirios con la ayuda financiera de Brâncoveanu.
En 1699, ras la victoria de Austria sobre los turcos, Transilvania, al igual que Hungría, se convirtió en parte de la Monarquía de los Habsburgo. Los Habsburgo expandieron rápidamente su imperio; en 1718 se anexionaron de Oltenia, una parte importante de Valaquia, y solo fue devuelta en 1739. En 1775, los Habsburgo ocuparon más tarde la parte noroeste de Moldavia, que más adelante se llamó Bucovina ("país de las hayas") y que se incorporó al Imperio austríaco en 1804. La mitad oriental del principado, que se llamaba Besarabia, fue ocupada en 1812 por Rusia.[cita requerida] Durante el gobierno austrohúngaro de Transilvania, los rumanos constituían la mayoría de la población. Se produjeron problemas por la nacionalidad entre húngaros y rumanos debido a la política de Magiarización.
El período comprendido entre 1711 y 1821 se conoce en la historiografía rumana como el «período fanariotiano». Denota una época de decadencia y desastre nacional. Valaquia y Moldavia perdieron todas las apariencias de su independencia, y el Imperio otomano exigió considerables pagos de tributos. Los miembros de importantes familias griegas del distrito de Phanar en Constantinopla fueron nombrados príncipes gobernantes en los principados, de ahí el nombre de "Phanarioti". Aunque los antiguos tratados estatales ("capitulaciones") entre la Sublime Puerta y los principados rumanos tenían prohibido a los súbditos otomanos establecerse en los principados, casarse, comprar tierras allí o construir mezquitas, los príncipes ahora permitían a los comerciantes griegos y turcos y usureros explotar las riquezas de los principados. Defendiendo celosamente sus privilegios, los griegos inhibieron a la clase media rumana en desarrollo. En ese momento, los principados rumanos sufrieron grandes pérdidas territoriales. Como resultado del Tratado de Passarowitz, Valaquia y Pequeña Valaquia perdió su parte occidental ante el Imperio Habsburgo en 1718 , pero recibió esta "Oltenia" en 1739 en el Tratado de Belgrado. En 1775 Austria ocupó la parte noroeste del Moldava, la Bucovina. En 1812 Rusia ocupó Besarabia , la mitad oriental del principado, y se le otorgó la parte del país entre Prut y Dniéster en el Tratado de Bucarest .
Desde mediados del XVIII Rusia fue sustituyendo la influencia política y militar del Imperio otomano en los principados del Danubio. A raíz del Congreso de Viena en 1815, Rusia parecía ser el señor indiscutible de las partes orientales de Rumania, mientras que Austria lo era de las occidentales: la parte sur permanecía en manos del un agonizante Imperio otomano. Durante la guerra ruso-turca (1828-1829) las tropas rusas ocuparon Valaquia y Moldavia durante algunos años; el zar tuvo su opinión en la Paz de Adrianópolis (1829) y en el Regulamentul Organic (1834), la primera ley casi constitucional en los estados precursores de Rumanía. Después de la derrota ante los rusos, los otomanos devolvieron los puertos del Danubio de Turnu, Giurgiu y Braila a Valaquia, y acordaron renunciar a su monopolio comercial y reconocer la libertad de navegación en el Danubio como se especificaba en el Tratado de Adrianópolis. La autonomía política de los principados rumanos creció a medida que sus gobernantes fueron elegidos de por vida por una asamblea comunitaria que consta de boyardos, un método utilizado para reducir la inestabilidad política y las intervenciones otomanas.[cita requerida] Después de la guerra, las tierras rumanas quedaron bajo la ocupación rusa bajo el gobierno del general Pavel Kiselyov hasta 1844. Durante su gobierno, los boyardos locales promulgaron la primera Constitución rumana.[cita requerida]

## Contexto
Las tierras que ahora forman Rumania se habían dividido entre varias entidades políticas en la Edad Media. Las regiones históricas del Banato, Crişana, Maramureş y Transilvania se integraron en el Reino de Hungría; Valaquia y Moldavia se convirtieron en principados independientes en el siglo XIV; y Dobruja emergió como un reino autónomo después de la desintegración del Segundo Imperio Búlgaro en la década de 1340.

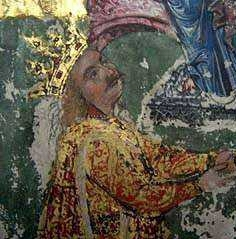
Esteban el Grande, príncipe de Moldavia, figura destacada de las luchas anti-otomanas (miniatura del Evangelio de 1473 en el monasterio de Humor

De acuerdo con las tradiciones políticas bizantinas, los príncipes de Valaquia y de Moldavia eran autócratas que gobernaban con poder absoluto. Cualquier miembro masculino de las familias reales podía ser elegido príncipe, lo que provocó muchas luchas internas, dando pretexto a los poderes vecinos para la intervención en el país. La mayoría de los príncipes de Valaquia aceptaron la soberanía de los reyes de Hungría; aunque los monarcas de Moldavia prefirieron hacerlo ante los reyes de Polonia. Los Consejos reales —que consistían en el logofăt, el vornic y otros altos funcionarios— asistían a los monarcas, pero los príncipes también podían discutir los asuntos más importantes en la asamblea del clero ortodoxo, los boyardos y el ejército. La Iglesia Ortodoxa, especialmente los monasterios, tenía extensos dominios en ambos principados. Los boyardos eran terratenientes que gozaban de inmunidad administrativa y judicial. Un grupo de campesinos libres (conocido como răzeşi en Valaquia y moşneni en Moldavia) existía en cada principado, pero la mayoría de los súbditos de los príncipes eran siervos —los rumâni en Valaquia y los vecini en Moldavia—, que pagaban diezmos (tithes) o prestaban servicios específicos a sus señores. Los esclavos gitanos también desempeñaron un papel eminente en la economía, especialmente como herreros, cesteros y lavadores de oro.
El Reino de Hungría se dividió en condados. Los ispán, jefes de la mayoría de los condados, estaban directamente subordinados al soberano, con la excepción de los siete condados de Transilvania que estaban bajo la autoridad de un funcionario real superior, el voivoda. Las Asambleas de nobles eran los órganos administrativos más importantes de los condados; en Transilvania, los voivodas celebraron asambleas conjuntas. En teoría, todos los nobles disfrutaban de los mismos privilegios, por ejemplo, estaban exentos de impuestos. Sin embargo, los llamados nobles condicionales —incluidos los cneazes rumanos y los nobles de la Iglesia—, no tenían las mismas libertades: pagaban impuestos o prestaban servicios específicos tanto al monarca como a sus señores. Los sajones de Transilvania, cuyos territorios estaban divididos en sedes, formaron una comunidad autónoma que permaneció independiente de la autoridad de los voivodas. Los sículos de habla húngara, que vivían en la parte más oriental de Transilvania, también se organizaron en sedes. El 16 de septiembre de 1437, los nobles de Transilvania y los jefes de las comunidades sajona y sícula concluyeron una alianza, la Unión de las Tres Naciones, contra los campesinos húngaros y rumanos que se habían alzado en abierta rebelión. Esta Unión se convirtió en el marco constitucional de la administración de Transilvania en las siguientes décadas. Dentro del campesinado, los rumanos tenían una posición especial, por ejemplo, no pagaban el diezmo eclesiástico, pagadero por todos los campesinos católicos.

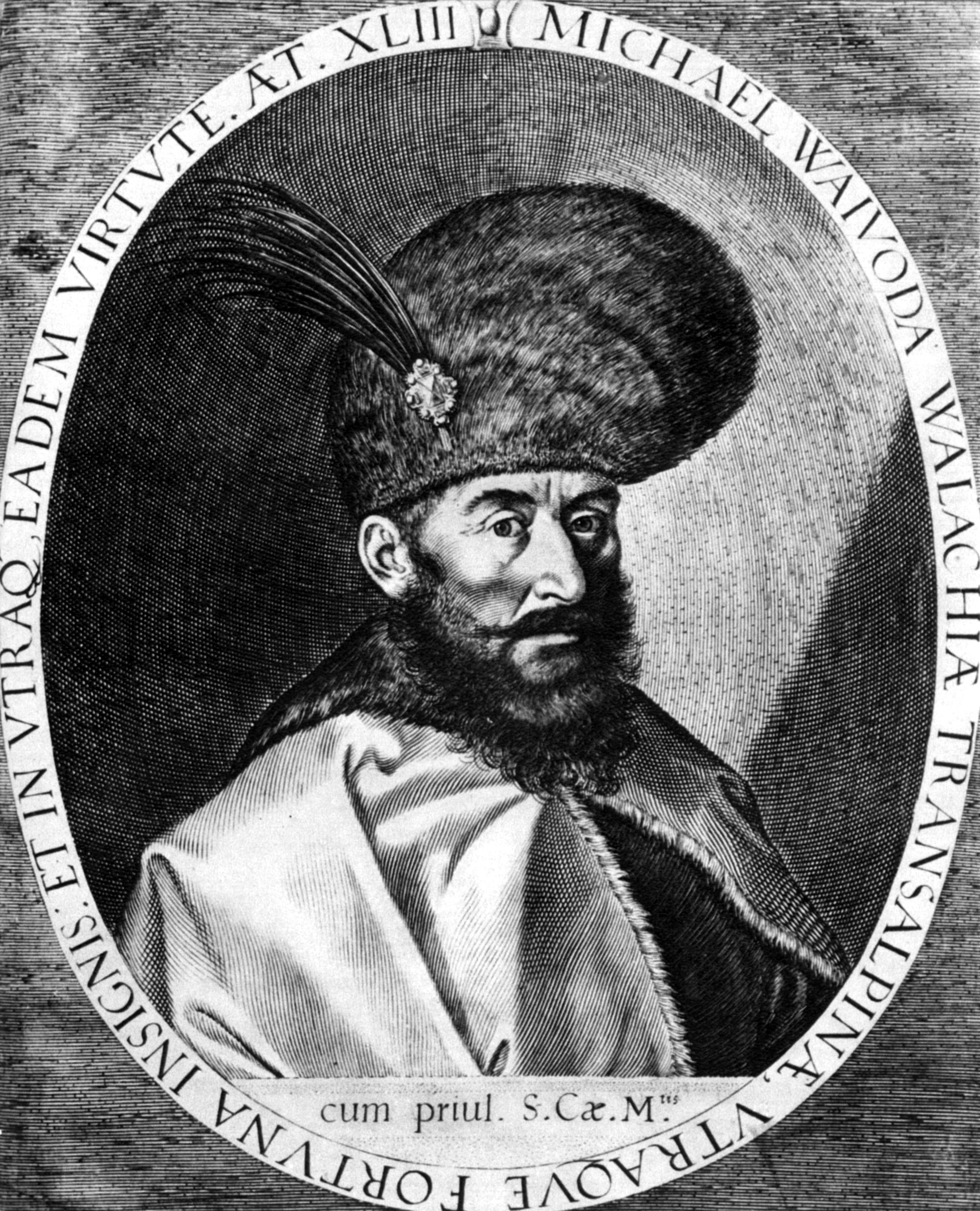
Miguel el Valiente: la unión de Valaquia, Transilvania y Moldavia entre mayo y septiembre de 1600 bajo su gobierno sirvió de precedente para la unificación de las tierras habitadas por rumanos en el

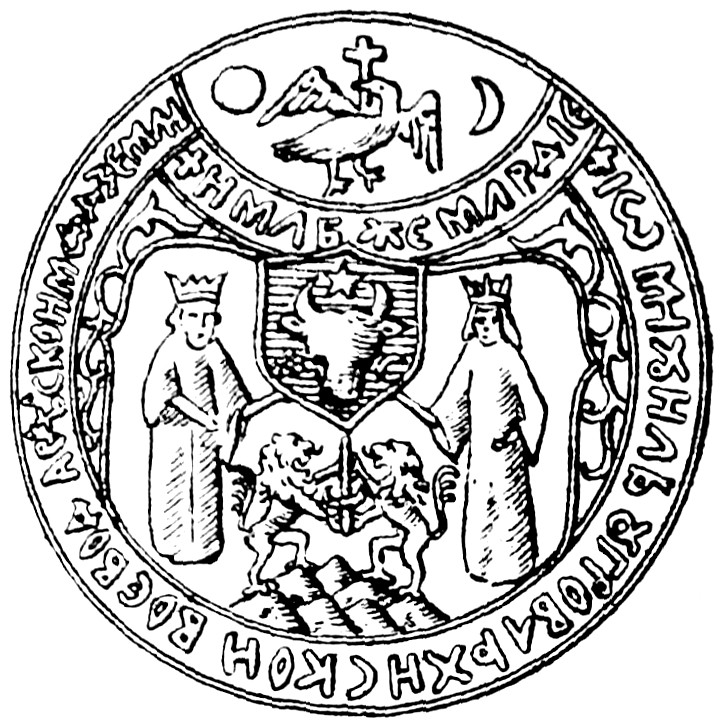
Sello de Miguel el Valiente durante la unión personal de los dos principados rumanos con Transilvania

La expansión del Imperio otomano alcanzó el Danubio alrededor de 1390. Los otomanos invadieron Valaquia en 1390 y ocuparon Dobruja en 1395. Valaquia rindió tributo a los otomanos por primera vez en 1417, y Moldavia en 1456. Sin embargo, los dos principados no fueron anexionados, sus príncipes solo fueron requeridos para ayudar a los otomanos en sus campañas militares. Los monarcas rumanos más destacados del siglo XV, Vlad el Empalador de Valaquia (r. 1456-1462) Esteban el Grande de Moldavia (r. 1457-1504), pudieron incluso derrotar a los otomanos en importantes batallas. En Dobruja, que se incluyó en el eyalato de Silistra, se establecieron los tártaros de Nogai y las tribus gitanas locales se convirtieron al Islam.
La desintegración del Reino de Hungría comenzó con la batalla de Mohács el 29 de agosto de 1526. Los otomanos aniquilaron al ejército real y Luis II de Hungría pereció. Las rivalidades entre los partidarios de los dos reyes recién elegidos, Juan Zápolya y Fernando I de Habsburgo, provocaron una guerra civil. El intento de Fernando I de reunir al país después de la muerte de Zápolya provocó una nueva campaña otomana. Los otomanos se apoderaron de Buda, la capital de Hungría, el 29 de agosto de 1541, pero el sultán otomano Solimán el Magnífico concedió las tierras al este del río Tisza al hijo pequeño de Zápolya, Juan Segismundo de Zápolya (r. 1541-1571). La guerra entre los dos reyes continuó, lo que permitió a los otomanos expandir su dominio. La mayor parte del Banato cayó en 1552 en manos de los otomanos y se transformó en una provincia otomana, el eyalato de Temeşvar con centro en Timişoara.
La Reforma se extendió por las tierras bajo el gobierno de Juan Segismundo. La Dieta de Turda de 1568 declaró que «la fe es un don de Dios», permitiendo que cada pueblo elija libremente a sus pastores. En la práctica, solo cuatro denominaciones (catolicismo, luteranismo, calvinismo y unitarismo) gozaron de un estatus privilegiado. La ortodoxia y el judaísmo solo se toleraron, y todas las demás denominaciones estaban prohibidas. La Reforma también contribuyó a la difusión y desarrollo de la literatura vernácula. El primer libro rumano (un catecismo luterano) se imprimió en Sibiu en 1544. Los decretos aprobados en la Dieta de Transilvania se publicaron en húngaro a partir de 1565. Juan Segismundo renunció al título de rey y adoptó el nuevo título de «Príncipe de Transilvania y partes del Reino de Hungría» el 16 de agosto de 1570.
El historiador rumano Nicolae Iorga describió a Valaquia y Moldavia como «Bizancio después de Bizancio». De hecho, especialmente después de la desintegración del Reino de Hungría, la influencia cultural bizantina aumentó en ambos principados. Sus gobernantes, que siguieron siendo los únicos monarcas ortodoxos en el sureste de Europa, adoptaron los elementos del protocolo de la antigua corte imperial de Constantinopla y apoyaron a las instituciones ortodoxas en todo el Imperio otomano. El estatus internacional de los dos principados también cambió en las décadas de 1530 y 1540. Aunque ni Valaquia ni Moldavia se integraron en el Dar al-Islam, o «Tierra del Islam», la influencia del Imperio otomano aumentó y se prohibió a los príncipes celebrar tratados con potencias extranjeras. Los otomanos también impidieron que los príncipes acuñaran dinero, por lo que el uso de moneda extranjera (especialmente monedas otomanas, polacas, austriacas, venecianas y holandesas) se generalizó en Moldavia y Valaquia.
Una nueva guerra, la llamada guerra de los Quince Años, estalló entre el Imperio otomano y los Habsburgo en 1591. Segismundo Báthory, príncipe de Transilvania, se alió con Rodolfo II del Sacro Imperio Romano Germánico en 1595. Miguel el Valiente, príncipe de Valaquia, aceptó la soberanía de Báthory, acordando que la Dieta de Transilvania podría introducir impuestos en Valaquia. Ştefan Răzvan, príncipe de Moldavia, también juró lealtad a Báthory, quien se convirtió así en soberano de los tres principados. Sin embargo, Răzvan fue pronto destronado, los otomanos derrotaron al ejército cristiano en la batalla de Mezőkeresztes en octubre de 1596 y Báthory abdicó en favor del emperador Rodolfo en abril de 1598. Miguel el Valiente aceptó la soberanía del emperador, pero el primo de Segismundo Báthory, Andrés Báthory, se apoderó de Transilvania con ayuda polaca y se sometió a los otomanos en el nombre de los tres principados en 1599.
Miguel el Valiente invadió Transilvania y derrotó a Andrés Báthory en la batalla de Şelimbăr el 28 de octubre de 1599. Entró en Alba Iulia, donde la Dieta lo reconoció como lugarteniente del Emperador. Miguel el Valiente también ocupó Moldavia en mayo de 1600, uniendo los tres principados bajo su mandato. Sin embargo, los nobles de Transilvania se levantaron contra Miguel el Valiente y lo derrotaron en la batalla de Mirăslău el 18 de septiembre de 1600. Los polacos invadieron Moldavia y Valaquia, ayudando a Ieremia Movilă y Simion Movilă a apoderarse de estos principados. Miguel el Valiente intentó regresar con la ayuda del emperador Rodolfo, pero fue asesinado el 19 de agosto de 1601 cerca de Câmpia Turzii por orden de Giorgio Basta, el comandante de las tropas imperiales. Los nobles e historiadores húngaros y sajones casi contemporáneos describieron a Miguel el Valiente como un tirano, dispuesto a destruir a los terratenientes con la ayuda de los plebeyos rumanos y székely. Por otro lado, la unión personal de Valaquia, Transilvania y Moldavia bajo su gobierno «se convirtió en un símbolo del destino nacional rumano» (la unificación de las tierras habitadas por rumanos) en el siglo XIX.

## Fin de la guerra de los Quince Años (1601-1606)

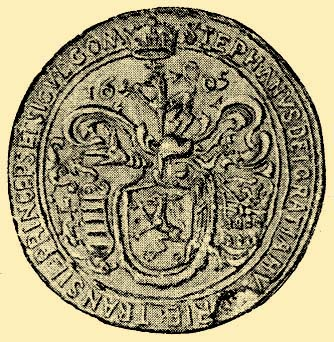
Sello de Esteban Bocskai (r. 1605-1606), «Por la gracia de Dios, Príncipe de Hungría y Transilvania, conde de los Székelys»"

En Transilvania, los impuestos extensos, los saqueos de mercenarios no pagados y los intentos de difundir el catolicismo caracterizaron el gobierno de los representantes de Rodolfo I. Los otomanos apoyaron a los pretendientes, incluidos Segismundo Báthory y Moisés Székely, que intentaron expulsar a las tropas imperiales. En Valaquia, Radu Șerban —el suegro del hijo de Miguel el Valiente— tomó el trono con el apoyo de Rodolfo II en julio de 1602. Un año después, invadió Transilvania, derrotó a Moisés Székely y administró el principado en nombre del emperador Rodolfo hasta que Giorgio Basta regresó en septiembre. Moldavia permaneció bajo el gobierno de Ieremia Movilă, quien intentó forjar una reconciliación entre los otomanos y Polonia.
Giacomo Belgiojoso, comandante imperial, acusó a un rico terrateniente calvinista, Esteban Bocskai, de traición y ordenó la confiscación de sus propiedades en Crişana en octubre de 1604. Bocskay contrató al menos a 5000 hajduks —un grupo de fugitivos principalmente calvinistas siervos y nobles que se habían establecido en las tierras fronterizas— y se levantaron en abierta rebelión. Después de que el sultán Ahmed I nombrara a Bocskai príncipe de Transilvania (r. 1605-1606), las Tres Naciones le juraron lealtad el 14 de septiembre de 1605. El ejército de Bocskai invadió Hungría Real y Austria, obligando a los Habsburgo a firmar la Paz de Viena el 23 de junio de 1606. Rodolfo II confirmó el título de príncipe de Transilvania a Bocskai y le concedió cuatro condados en la Alta Hungría.
La guerra de los Quince Años terminó con la Paz de Zsitvatorok, que se firmó en noviembre de 1606. Según el tratado, Rodolfo II reconoció que los príncipes de Transilvania estaban sometidos a los sultanes. Bocskai, que se había dado cuenta de que solo el estatus autónomo de Transilvania garantizaba la preservación de las libertades de los nobles en la Hungría Real, enfatizó que «mientras la Corona húngara esté con una nación más poderosa que la nuestra, con los germanos... será necesario y conveniente tener un príncipe húngaro en Transilvania». Bocskai murió sin hijos el 29 de diciembre de 1606.

Los cambios y las guerras han convertido [Transilvania] en un desierto. Los distritos y las aldeas han sido quemados, la mayoría de los habitantes y su ganado han sido asesinados o expulsados. En consecuencia, los impuestos, los impuestos especiales, los peajes de puentes y carreteras rinden poco, las minas están desiertas, no hay manos para trabajar.
The changes and wars have turned [Transylvania] into desert. The boroughs and villages have been burned, most of the inhabitants and their cattle killed or driven away. In consequence, taxes, excise, bridge and road tolls yield but little, the mines are deserted, there are no hands to work.
Carta de Giorgio Basta de 1603

## Los tres principados bajo el dominio otomano

### Principado de Transilvania (1606-1688)

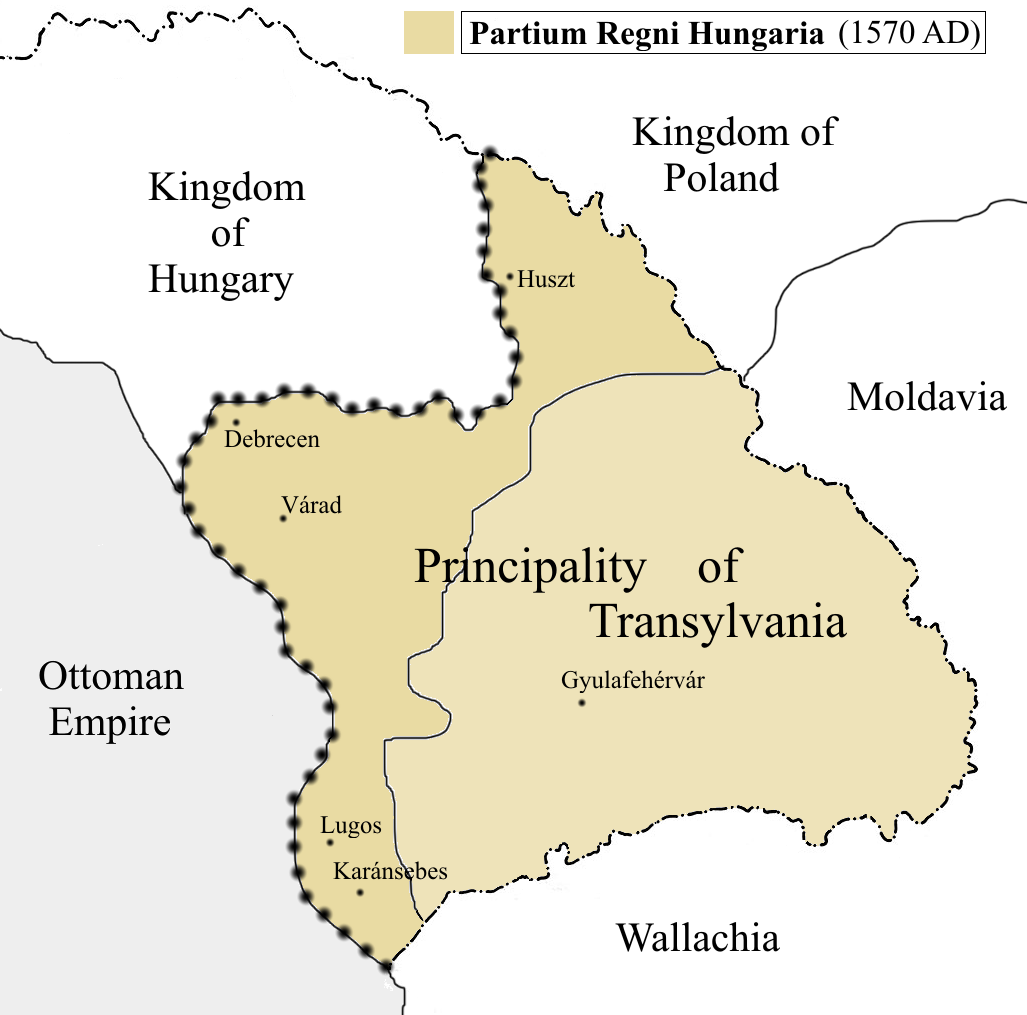
El Principado de Transilvania en 1570: Transilvania propiamente dicha y el Partium

Los largos inviernos y los veranos lluviosos con frecuentes inundaciones representaron la «Pequeña Edad de Hielo» en la Transilvania del siglo XVII. Debido a los cortos otoños, las tierras cultivables en las mesetas se transformaron en tierras de pastoreo. La guerra de los Quince Años había provocado una catástrofe demográfica. Por ejemplo, la población disminuyó aproximadamente en un 80% en las aldeas de las tierras bajas y aproximadamente en un 45% en las montañas de los condados de Solnocul de Mijloc y Dăbâca durante las guerras; los dos centros sajones más importantes, Sibiu y Brașov, perdieron más del 75% de sus burgueses. Las Dietas a menudo aprobaron decretos que prescribían el regreso de los siervos fugitivos a sus señores o concedían una exención fiscal de seis años para los nuevos colonos, pero tales decretos se volvieron poco frecuentes a partir de la década de 1620, lo que sugiere que mientras tanto se había producido una regeneración demográfica. Sin embargo, las epidemias —sarampión y peste bubónica— que regresaron en cada década mataron a muchas personas durante el siglo.
Bocskay designó a un rico barón de la Alta Hungría, Valentin Drugeth, como su sucesor. Los otomanos apoyaron a Drugeth, pero un miembro de la familia real Báthory, Gabriel Báthory, también reclamó el trono. Aprovechando la rivalidad de los dos pretendientes, a principios de 1607 la Dieta eligió como príncipe a Segismundo Rákóczi. Un año después, Gabriel Báthory hizo una alianza con los hajduks, obligó a Rákóczi a renunciar y tomó el trono. A petición de los hajduk, prometió que nunca se separaría de la Santa Corona de Hungría. Radu Șerban de Valaquia y Constantin Movilă de Moldavia juraron lealtad a Báthory. El comportamiento errático de Báthory alienó tanto a sus súbditos como a los poderes vecinos: capturó Sibiu y Brașov, e invadió Valaquia sin la aprobación del sultán. La Sublime Puerta decidió destronarlo y envió a Gabriel Bethlen para realizar esta tarea. Bethlen invadió Transilvania acompañada por tropas otomanas, valacas y tártaros de Crimea. Las Tres Naciones lo proclamaron príncipe el 23 de septiembre de 1613 y los hajduks asesinaron a su oponente.

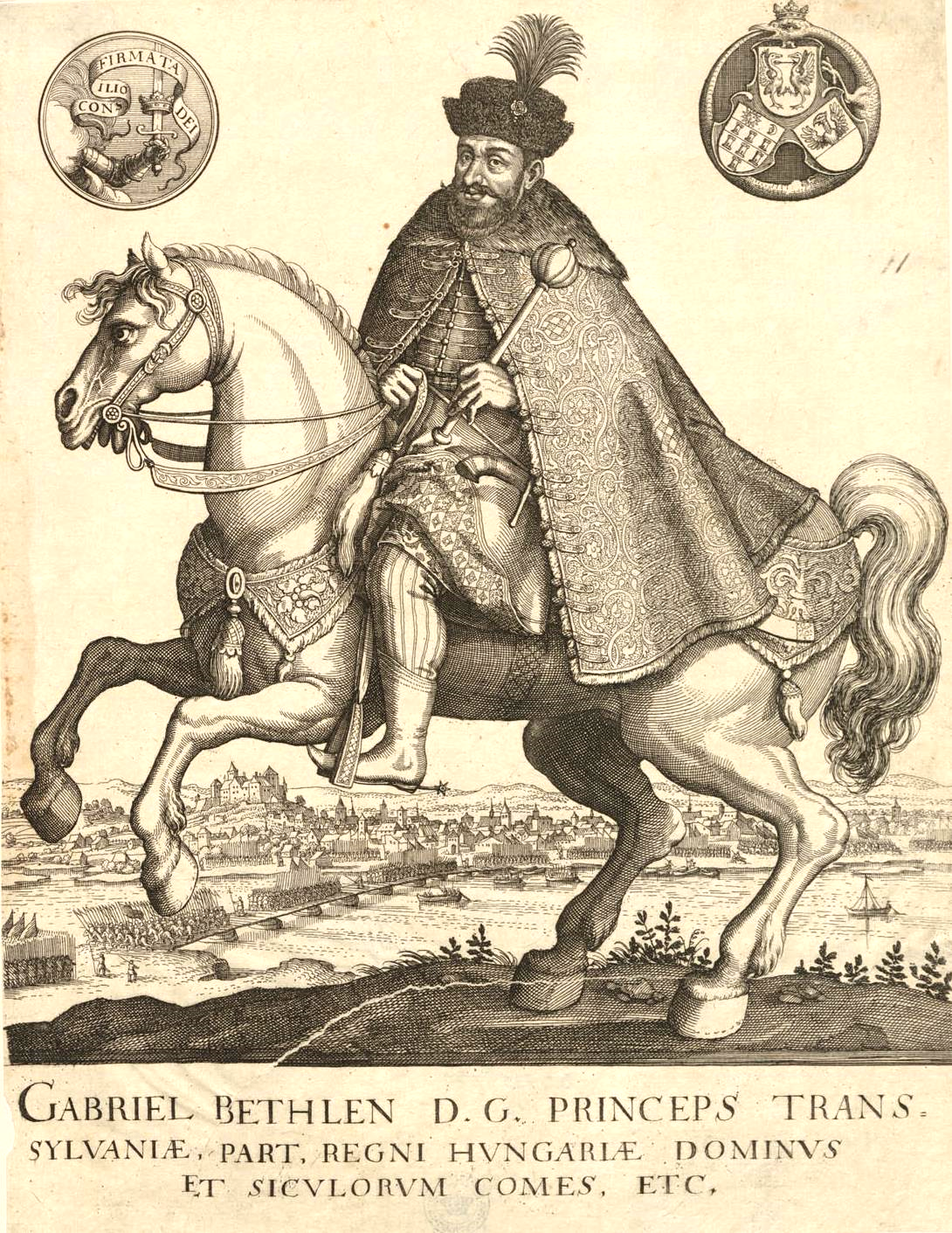
Gabriel Bethlen

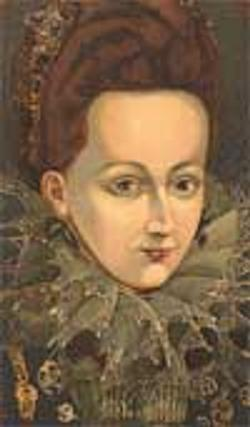
Viuda y sucesora de Gabriel Bethlen, Catalina de Brandeburgo

Transilvania prosperó durante el reinado de Bethlen. No restringió las libertades de las Tres Naciones, pero ejerció prerrogativas reales para limitar su influencia en la administración estatal. Desde 1615, al menos dos tercios de los que asistieron a la Dieta fueron delegados nombrados por él. Introdujo una política económica mercantilista, fomentando la inmigración de judíos y de artesanos baptistas del Sacro Imperio Romano, creando monopolios estatales y promoviendo la exportación. La Dieta controlaba sólo alrededor del 10% de los ingresos estatales —alrededor de 70.000 florines de los ingresos anuales de unos 700.000 florines— desde la década de 1620. Bethlen estableció un ejército permanente de mercenarios. Prohibió a los comuneros sículos elegir la servidumbre para evitar el servicio militar en 1619 y aumentó el impuesto a pagar por los siervos sículos en 1623. A menudo concedía nobleza a los siervos, pero la Dieta de 1619 le pidió que detuviera esa práctica.. La Dieta también prohibió a los rumanos portar armas en 1620 y 1623. Bethlen estableció la primera academia en Transilvania, promovió la construcción de escuelas y los estudios de sus asignaturas en el extranjero (especialmente en Inglaterra) y castigó a los terratenientes que negaban una educación a los hijos de siervos. Leyes que prohibían las innovaciones religiosas se repitieron en 1618 y la Dieta obligó a los sabadistas, una comunidad que adoptó las costumbres judías, para unirse a una de las cuatro denominaciones oficiales. Planeaba convertir a los rumanos al calvinismo y trató de convencer a Cyril Lucaris, patriarca de Constantinopla, de que lo ayudara, pero este último se negó, enfatizando los «lazos de sangre» entre los rumanos de Transilvania, Valaquia y Moldavia. Durante la guerra de los Treinta Años, Bethlen hizo una alianza con la Unión Protestante e invadió la Hungría Real tres veces entre 1619 y 1626. Fue elegido rey de Hungría en agosto de 1620, pero un año después renunció a ese título. A cambio, recibió siete condados en la Alta Hungría para gobernar durante su vida.
Bethlen murió el 15 de noviembre de 1629. Los conflictos entre su viuda y su hermano, Catalina de Brandeburgo y Esteban Bethlen, permitieron a Jorge Rákóczi I, el hijo de Segismundo Rákóczi, reclamar el trono para sí mismo. Rákóczi fue proclamado príncipe el 1 de diciembre de 1630. No continuó el mercantilismo de Bethlen: se abolieron los monopolios estatales y se redujeron los impuestos. En cambio, amplió sus propias propiedades: tenía 10 dominios en 1630, pero 18 años después poseía más de 30 grandes dominios en Transilvania y la Alta Hungría. Rákóczi a menudo acusó a sus oponentes de alta traición, lo que le permitió confiscar sus propiedades. Especialmente los terratenientes sabadistas estuvieron expuestos a la persecución. Para las enseñanzas sabatistas se basaron en teología antitrinitaria, Rákóczi introdujo un control del Estado sobre la Iglesia Unitaria en 1638. Rákóczi invadió Hungría real y Moravia en 1644, pero los otomanos le ordenaron la retirada. Aun así, Fernando III de Hungría acordó concederle siete condados en la Alta Hungría. Transilvania fue incluida en la Paz de Westfalia entre los aliados de Inglaterra y Suecia.
Jorge Rákóczi I, que murió el 11 de octubre de 1648, fue sucedido por su hijo, Jorge Rákóczi II  (r. 1648-1660). Durante su reinado, la codificación de las leyes del principado se logró con la publicación de un libro de leyes (el llamado Approbatae) en 1653. El Approbatae ordenaba a los terratenientes capturar a todos los plebeyos fugitivos (especialmente a los rutenos, rumanos y valacos que vagaban por el país) y obligarlos a establecerse en sus propiedades como siervos, prohibía a los rumanos y campesinos portar armas y obligaba a todos los rumanos a pagar el diezmo. El Approbatae también contenía declaraciones despectivas sobre los rumanos, afirmando que fueron «admitidos en el condado por el bien público». Rákóczi, que planeaba adquirir el trono polaco, intervino en la Segunda Guerra del Norte de parte de Suecia e invadió Polonia a principios de 1657. Los polacos derrotaron a Rákóczi y sus aliados de Moldavia y Valaquia, obligándolos a retirarse. En su ruta, un ejército tártaro de Crimea aniquiló a las tropas de Rákóczi, capturando a muchos de los principales nobles.
La acción de Rákóczi enfureció al nuevo gran visir del Imperio otomano, Köprülü Mehmed Pasha, quien ordenó su deposición en octubre de 1657. En los años siguientes, los príncipes apoyados por los otomanos —Francisco Rhédey (r. 1657-1658), Ákos Barcsay (r. 1658-1660) y Miguel Apafi I (r. 1662-1690)— y sus oponentes —Jorge Rákóczi II y Juan Kemény (r. 1661-1662)—, lucharon entre sí. Durante este período, los otomanos capturaron Ineu, Lugoj, Caransebeș y Oradea, y destruyeron Alba Iulia, la capital del principado, y los tártaros de Crimea saquearon el País Sículo. Aunque el orden interno se restauró después de la muerte de Juan Kemény en una batalla el 23 de enero de 1662, Transilvania nunca pudo actuar como un estado independiente a partir de entonces.
Miguel Apafi I, que había sido elegido príncipe a petición de los otomanos el 14 de septiembre de 1661, cooperó estrechamente con la Dieta durante todo su reinado. Fue el primer príncipe que invitó al obispo ortodoxo de Transilvania a la Dieta. Apafi declaró la extracción de sal como un monopolio estatal e introdujo un sistema de agricultura fiscal, que aumentó los ingresos estatales. Por iniciativa suya, los decretos emitidos entre 1653 y 1668 fueron revisados y publicados en un nuevo código de leyes (las Compilatae) a principios de 1669. El emperador Leopoldo I de Habsburgo suspendió la constitución de Hungría Real y destituyó a dos tercios de los soldados húngaros de los fuertes fronterizos. Los soldados despedidos, conocidos como Kuruc, buscaron refugio en Transilvania. Luis XIV de Francia, que libraba una guerra contra el emperador a lo largo del Rin, acordó pagar un subsidio a Apafi por su apoyo a esos forajidos en 1677 y 1678. Apafi se vio obligado a unirse al ejército otomano que marchaba contra Viena en el verano de 1683, pero regresó a Transilvania poco después de que los otomanos fueran derrotados el 12 de septiembre. Por iniciativa del papa Inocencio XI, Leopoldo I, Juan III Sobieski, rey de Polonia y la República de Venecia formaron la Liga Santa contra el Imperio otomano a principios del siguiente año. Después de que los enviados de Apafi y Leopoldo I firmasen un tratado en Cârțișoara en la primavera de 1685, Transilvania se convirtió en miembro secreto de la alianza. Según el tratado, Apafi aceptó la soberanía de la Corona húngara, pero Leopoldo I prometió respetar el estatus autónomo de Transilvania. Estas disposiciones se repitieron en un nuevo acuerdo que se firmó en Viena el 28 de junio de 1686, pero el nuevo tratado también prescribía que las tropas imperiales debían estar guarnecidas en Deva y Cluj. Aunque la Dieta se negó a confirmar el acuerdo, Apafi permitió que las tropas imperiales pasaran el invierno en Transilvania después de una serie de victorias del ejército unido de la Liga Santa en el otoño de 1687. Aun así, Apafi no dejó de enviar el homenaje anual a la Sublime Puerta al final del año. Antonio Caraffa, comandante de las tropas imperiales, obligó a las Tres Naciones a reconocer el dominio hereditario de los Habsburgo y a permitir guarniciones de tropas imperiales en las principales ciudades. Los burgueses de Baia Mare, Brașov, Bistrița y Sibiu se negaron a ceder, pero Caraffa los sometió por la fuerza en febrero de 1688. Leopoldo I sólo estaba dispuesto a confirmar la libertad de religión cuando los delegados de Transilvania le recordaron sus promesas anteriores.

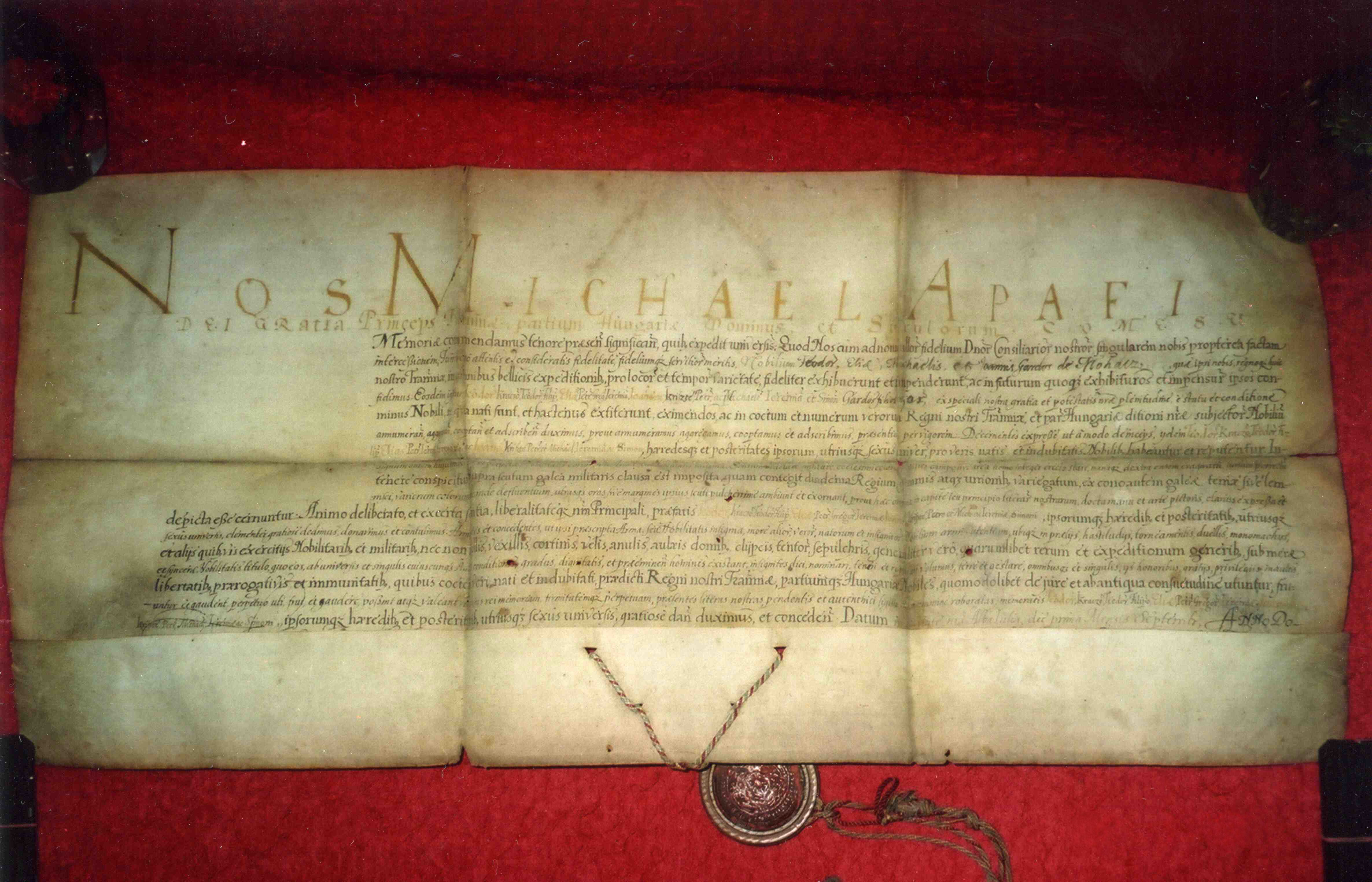
La concesión de nobleza de Miguel Apafi I

Se introdujeron nuevas especies de plantas domesticadas en Transilvania en el siglo XVII. El maíz, que se registró por primera vez en 1611, se convirtió en un alimento popular en este período. El tabaco se cultivó desde la segunda mitad del siglo, pero la Dieta aprobó decretos para regular el tabaquismo ya en 1670. El lúpulo se introdujo en las zonas montañosas a finales del siglo XVII. La minería, que había disminuido en los siglos anteriores, floreció durante el reinado de Gabriel Bethlen. La Dieta de 1618 decretó que tanto los mineros locales como los extranjeros podían abrir libremente nuevas minas y los eximía de impuestos. Además del oro, la plata y el hierro, el mercurio extraído en Abrud y Zlatna se convirtió en una fuente importante de ingresos estatales. Los asentamientos destruidos durante la guerra de los Quince Años fueron restaurados entre 1613 y 1648. Debido a la expansión de la arquitectura renacentista, las ciudades perdieron su carácter medieval en este período. Por ejemplo, se establecieron plazas decoradas con fuentes o estatuas y parques en Alba Iulia y Gilău. Los pueblos también se transformaron: las cabañas tradicionales desaparecieron y las nuevas casas se dividieron en varias habitaciones. Las excursiones en el campo se hicieron populares entre los habitantes de ese siglo.

### Valaquia (1606-1688)
Radu Șerban concluyó tratados con Sigismund Rákóczi y Gabriel Bethlen. Sin embargo, este último invadió Valaquia, lo que obligó a Radu Șerban a huir en diciembre de 1610. Como Radu Șerban había adoptado una política anti-otomana, la Sublime Puerta ayudó a Radu Mihnea a tomar el trono en 1611. La mayoría los boyardos apoyaron al nuevo príncipe, lo que le permitió repeler los ataques de Radu Șerban entre 1611 y 1616. La inmigración de griegos a gran escala comenzó durante el reinado de Radu Mihnea. Su experiencia financiera les permitió comprar tierras y adquirir la condición de boyardos.
La Sublime Puerta transfirió a Radu Mihnea a Moldavia y nombró a Alexandru Iliaș príncipe de Valaquia en 1616. Dos años más tarde, el flagrante favoritismo del nuevo gobernante hacia los griegos provocó un levantamiento durante el cual los nobles nativos descontentos, liderados por Lupu Mehedițeanu, asesinaron a terratenientes y comerciantes griegos. La confusión permitió a Gabriel Movilă tomar el trono. Fue expulsado en 1620 por Radu Mihnea, quien unió así Valaquia y Moldavia bajo su gobierno. El sultán otomano Osman II invadió Polonia y sitió Hotin (ahora Khotyn en Ucrania) en septiembre de 1621. Después de que los polacos liberaran el fuerte, Radu Mihnea, que había acompañado al sultán, medió en un tratado de paz entre las dos partes. Radu Mihnea nombró a su hijo, Alexandru Coconul, príncipe de Valaquia en 1623. Cuatro años más tarde, Alexandru Iliaș tomó el trono por segunda vez.
Durante el reinado de León Tomșa, que subió al trono en 1629, comenzó un nuevo levantamiento anti-griego. El 19 de julio de 1631, los boyardos rebeldes, que fueron apoyados por George I Rákóczi, obligaron a Leon Tomșa a expulsar a todos los griegos que no se habían casado con una mujer local y no poseían tierras en Valaquia. El príncipe también eximió de impuestos a los boyardos y confirmó sus derechos de propiedad. Un año después, la Sublime Puerta destronó a Leon Tomșa y nombró príncipe al hijo de Alexandru Iliaș, Radu Iliaș. Por temor a la creciente influencia griega, los boyardos ofrecieron el trono a uno de ellos, Matei Brâncoveanu, en agosto de 1632. Matei Brâncoveanu, que había huido a Transilvania durante el reinado de León Tomșa, regresó a Valaquia y derrotó a Radu Iliaș en Plumbuita en octubre. Convenció a la Sublime Puerta para que confirmara su gobierno; a cambio, tenía que aumentar la cantidad del tributo anual de 45.000 a 135.000 táleros. Afirmando que era nieto de un antiguo príncipe, Neagoe Basarab, cambió su nombre y reinó como Matei Basarab desde septiembre de 1631.

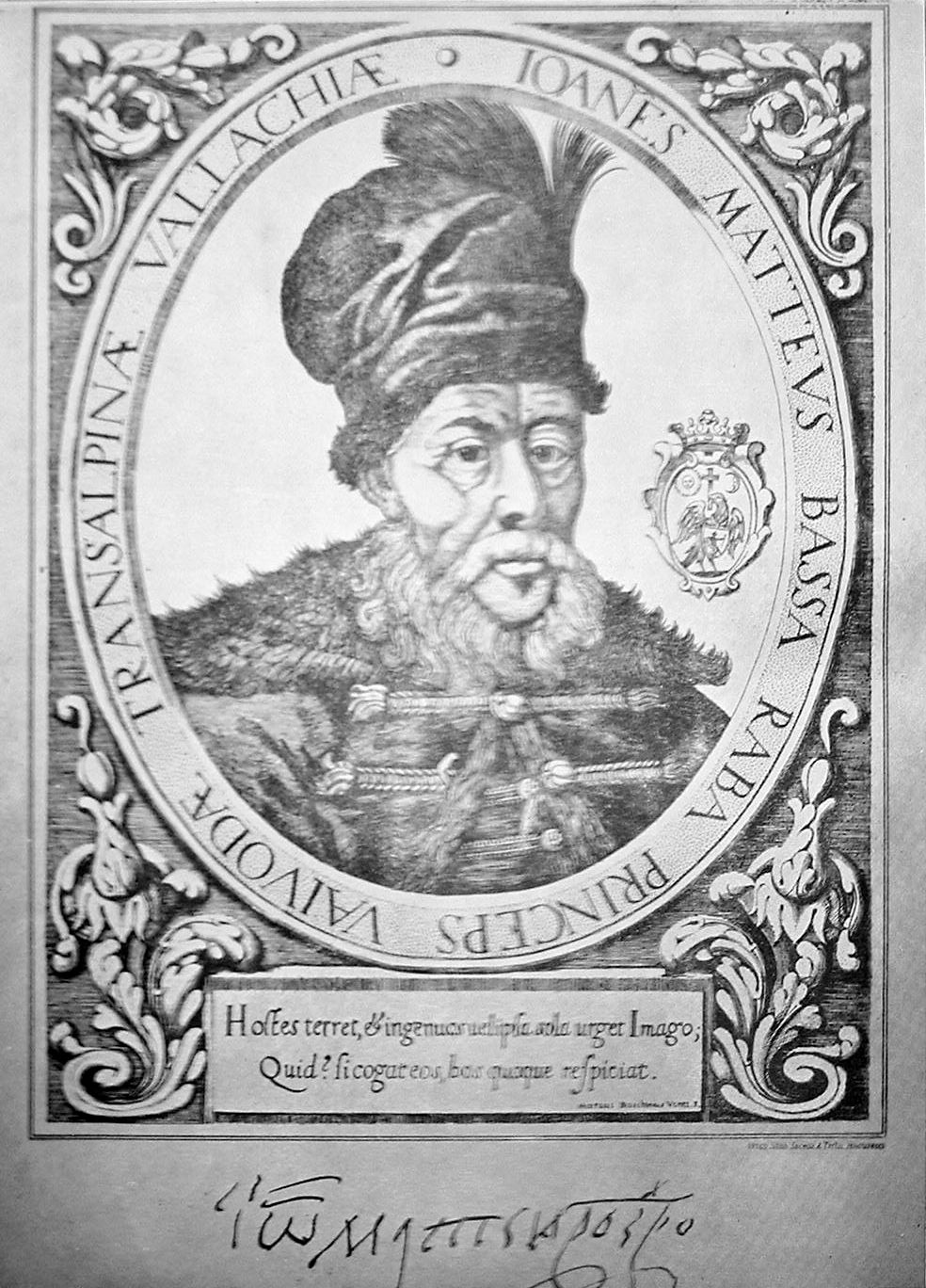
Matei Basarab, cuyo reinado fue un período de estabilidad en la historia de Valaquia del

Matei Basarab cooperó estrechamente con los boyardos durante su reinado. Convocó regularmente su asamblea y fortaleció el control de los boyardos sobre los campesinos que trabajaban en sus propiedades. Gracias a su iniciativa, se reabrieron la mina de cobre de Baia de Aramă y la mina de hierro de Baia de Fier, y se construyeron dos fábricas de papel y una cristalería. Dejó de recaudar los ingresos por la extracción de sal y los derechos de aduana e introdujo un nuevo sistema de impuestos. La última reforma aumentó la carga fiscal hasta tal punto que muchos de los siervos huyeron de Valaquia. En respuesta, Matei Basarab recaudó los impuestos que los siervos que abandonaban la aldea habrían pagado a los que se quedaban. El aumento de los ingresos estatales le permitió financiar la construcción o renovación de 30 iglesias y monasterios en Valaquia y en el Monte Athos. Estableció la primera institución de educación superior —un colegio en Târgoviște— en Valaquia en 1646. Estableció un ejército de mercenarios. Matei Basarab concluyó una serie de tratados con George I y George II Rákóczi entre 1635 y 1650, prometiendo pagar un tributo anual. A cambio, ambos príncipes lo ayudaron contra Vasile Lupu de Moldavia, quien hizo varios intentos de expandir su autoridad sobre Valaquia. Los impuestos excesivos y la incapacidad del príncipe para satisfacer las demandas de sus soldados de un salario más alto provocaron una revuelta al final de su gobierno. Murió el 9 de abril de 1654.
Diez días después, los boyardos eligieron príncipe a Constantin Șerban, el hijo ilegítimo de Radu Șerban. A petición de los boyardos, el nuevo gobernante despidió a muchos soldados, provocando un nuevo motín en febrero de 1655. Los mosqueteros descontentos y los guardias locales —los seimeni y dorobanți— se unieron a los siervos rebeldes y atacaron las cortes de los boyardos. El príncipe buscó la ayuda de George II Rákóczi y George Stephen de Moldavia. Su ejército unido derrotó a los rebeldes en el río Teleajen el 26 de junio, pero grupos más pequeños de los soldados despedidos continuaron luchando hasta que su líder, Hrizea de Bogdănei, fue asesinado en 1657. Constantin Șerban reconoció la soberanía de George II Rákóczi en 1657. Después de la caída de Rákóczi, la Sublime Puerta destronó a Constantin Șerban e instaló a Mihnea III, que supuestamente era el hijo de Radu Mihnea, como nuevo príncipe a principios de 1658. Sin embargo, este último formó una alianza anti-otomana con George II Rákóczi y Constantin Șerban, quienes mientras tanto se habían apoderado Moldavia. Derrotó a los otomanos en Frătești el 23 de noviembre de 1659, pero una invasión conjunta de los otomanos y los tártaros de Crimea lo obligó a huir a Transilvania.

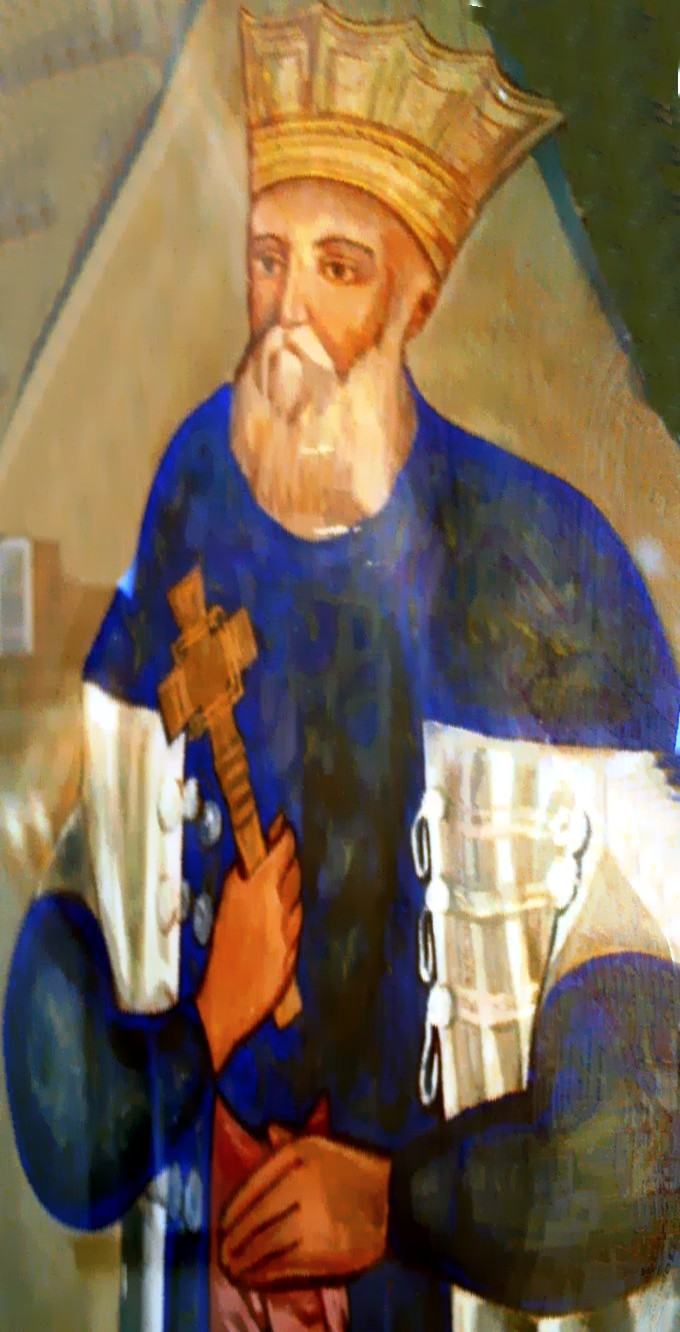
Șerban Cantacuzino, quien intentó transformar Valaquia en una monarquía hereditaria

Los boyardos, que se oponían fuertemente a la política anti-otomana de Mihnea III, ejercieron una poderosa influencia en la administración estatal después de su caída. Los boyardos formaron dos partidos, que se centraban en las familias Cantacuzino y Băleni.. George Ghica fue proclamado príncipe en diciembre de 1659, pero pronto renunció en favor de su hijo, Gregory. El joven príncipe gobernó con la ayuda de Constantino Cantacuzino. Gregory Ghica participó en la campaña otomana contra la Hungría real en 1663 y 1664. Sin embargo, los otomanos recibieron información de su correspondencia secreta con los Habsburgo, lo que lo obligó a huir a Viena. La Sublime Puerta nombró príncipe a Radu Leon, que era el hijo de Leon Tomșa. Favoreció a los griegos, pero los boyardos lo obligaron a repetir el decreto de su padre contra ellos. Fue destronado en marzo de 1669, y fue declarado príncipe el títere de los Catacuzinos, Antonio de Popeşti. La Sublime Puerta reinstaló a George Ghica en el trono en 1672. Acompañó a los otomanos contra Polonia en 1673, pero se dejó capturar por los polacos, lo que contribuyó a la derrota de los otomanos en la batalla de Khotyn el 11 de noviembre de 1673. Los otomanos destronaron a Ghica y nombraron príncipe a Jorge Ducas, un griego de Estambul. Ghica promovió a nuevas familias de boyardos —los Cuparescu de Moldavia y los Leurdeni— para contrarrestar la influencia de los Cantacuzinos. Sin embargo, la Sublime Puerta transladó a Ducas a Moldavia y nombró al rico príncipe Șerban Cantacuzino.
El nuevo príncipe que quería restaurar el poder absoluto de los monarcas capturó y ejecutó a muchos miembros de la familia Băleni. Estableció una escuela de educación superior e invitó a eruditos ortodoxos del Imperio otomano a enseñar filosofía, ciencias naturales y literatura clásica. Apoyó a los otomanos durante el asedio de Viena en 1683, pero también negoció con las potencias cristianas. Temiendo los intentos de los Habsburgo de promover el catolicismo, Cantacuzino intentó forjar una alianza con Rusia. Después de que las tropas imperiales tomaron el control de Transilvania en 1688, Cantacuzino estuvo dispuesto a aceptar la soberanía de Leopoldo I a cambio del Banato y del reconocimiento del dominio hereditario de sus descendientes en Valaquia, pero sus ofertas fueron rechazadas. Las negociaciones aún estaban en curso cuando Cantacuzino murió inesperadamente en octubre.
La expansión de las hans —posadas protegidas por muros— en el siglo XVII muestra el importante papel del comercio. Por ejemplo, según relatos de viajeros extranjeros, había siete hans en Bucarest en 1666. Șerban Cantacuzino, que promovía especialmente el comercio, hizo construir nuevas carreteras y puentes en todo el país. El maíz también se introdujo en Valaquia por iniciativa suya. Las majestuosas mansiones construidas para los cantacuzinos en Măgureni y Filipești a mediados de siglo muestran la creciente riqueza de los boyardos.

### Moldavia (1606-1687)
Ieremia Movilă, que entregó a sus hijas a magnates polacos en matrimonio, se mantuvo firme en su alianza con Polonia, pero nunca se volvió contra el Imperio otomano. Logró que tanto Polonia como los otomanos reconocieran el derecho hereditario de su familia al trono, pero después de su muerte en el verano de 1606, los boyardos intentaron impedir que su hijo, Constantino, tomara el trono. El joven príncipe, cuya madre Doamna Elisabeta Movilă era famosa por sus habilidades políticas, sólo subió al trono a finales de 1607. Constantin Movilă fortaleció su alianza con Polonia, Transilvania y Valaquia, lo que irritó a los otomanos. La Sublime Puerta lo reemplazó con Stephen II Tomșa en septiembre de 1611. Después del fallido intento de Constantin Movilă de regresar con el apoyo de Polonia, Stephen Tomșa introdujo una política de terror, ejecutando a muchos boyardos. Los boyardos se levantaron en abierta rebelión con ayuda polaca y destronaron al príncipe en favor de Alejandro Movilă en noviembre de 1615. Los otomanos intervinieron, ayudando a Radu Mihnea, que había pacificado a Valaquia, a tomar el trono en 1616.
Moldavia fue incluida en la Paz de Busza, firmada en septiembre de 1617, entre Polonia y el Imperio otomano, que obligó a Polonia a ceder la fortaleza de Hotin a Moldavia y dejar de apoyar a los oponentes de Radu Mihnea. En el mismo año, se iniciaron levantamientos campesinos en muchos lugares debido al aumento de impuestos. La Sublime Puerta concedió Moldavia a Gaspar Graziani, un aventurero veneciano, en 1619. Intentó forjar una alianza anti-otomana con Polonia y los Habsburgo, pero un grupo de boyardos lo asesinó en agosto de 1620. En la siguiente década y media, seis príncipes —Alexandru Iliaș, Stephen Tomșa, Radu Mihnea, Miron Barnovschi-Movilă, Alexandru Coconul y Moise Movilă— lograron el trono. Barnovschi-Movilă ordenó que los siervos fugitivos fueran devueltos a sus señores. Un levantamiento del campesinado obligó a Alexandru Iliaș a abdicar en 1633, y la turba masacró a muchos de sus cortesanos griegos.
Un período de estabilidad comenzó cuando Vasile Lupu subió al trono en 1634. Era de origen albanés y recibió una educación griega, pero fue proclamado príncipe después de una rebelión anti-griega. Lupu Vasile se consideraba a sí mismo como el sucesor de los emperadores bizantinos e introdujo un régimen autoritario. Obtuvo el apoyo tanto de los boyardos propolacos como de los prootomanos, pero también fortaleció la posición de los griegos mediante la obtención de ingresos estatales y el apoyo a sus adquisiciones de propiedades territoriales. Estableció una universidad en Iași en 1639 y promovió el establecimiento de la primera imprenta en Moldavia tres años después. Estaba planeando unir Moldavia y Transilvania bajo su gobierno e invadió la Moldavia de Matei Basarab cuatro veces entre 1635 y 1653, pero no logró nada. Atacó a los cosacos y los tártaros de Crimea que marcharon a través de Moldavia después de sus campañas contra Polonia en 1649. En represalia, los cosacos y los tártaros invadieron conjuntamente Moldavia el año siguiente. El Hetman Bohdan Khmelnytskyconvenció a Vasile Lupu de que casara a su hija, Ruxandra, con el hijo de Hetman, Tymofiy en 1652. Vasile Lupu fue derrocado en un golpe militar que el logofăt George Stephen organizó contra él con la ayuda de Transilvania y Valaquia a principios de 1653. Tymofiy Khmelnytsky lo apoyó para regresar, pero sus tropas fueron derrotadas en la batalla de Finta el 27 de mayo.
George Stephen despidió a los familiares de Vasile Lupu de los cargos más altos. Gastó enormes sumas para pagar a sus mercenarios, pero no pudo impedir que estos últimos saquearan el campo o lucharan entre sí. Aunque la Sublime Puerta le prohibió apoyar a George II Rákóczi, envió una tropa de 2000 hombres para acompañar a Rákóczi a Polonia. En represalia, la Puerta destronó a George Stephen y colocó a George Ghica en el trono en 1659.

## Después de 1601
Durante el breve mandato de Miguel el Valiente y los primeros años de la soberanía turca, la distribución de la tierra en Valaquia y Moldavia cambió drásticamente. A lo largo de los años, los príncipes de Valaquia y Moldavia otorgaron concesiones de tierras a boyardos leales a cambio del servicio militar, de modo que en el siglo XVII apenas quedaba tierra por otorgar. Los boyardos en busca de riqueza comenzaron a invadir las tierras campesinas y su lealtad militar al príncipe se debilitó. Como resultado, la servidumbre se extendió, los boyardos exitosos se convirtieron en más cortesanos que guerreros y se desarrolló una clase intermedia de nobles menores empobrecidos. Los aspirantes a príncipes se vieron obligados a recaudar enormes sumas para sobornar para llegar al poder, y la vida de los campesinos se hizo más miserable a medida que aumentaban los impuestos y las exacciones. Cualquier príncipe que desease mejorar la cantidad de los campesinos corría el riesgo de sufrir un déficit financiero que podía permitir a sus rivales superarlo en sobornos en la Puerta y usurpar su posición.
Según los tratados (capitulaciones) entre los principados rumanos (Valaquia y Moldavia), los súbditos turcos no podían establecerse en los principados, poseer tierras, construir casas o mezquitas o casarse. A pesar de estas restricciones impuestas a los turcos, los príncipes permitieron a los comerciantes y usureros griegos y turcos explotar las riquezas de los principados.

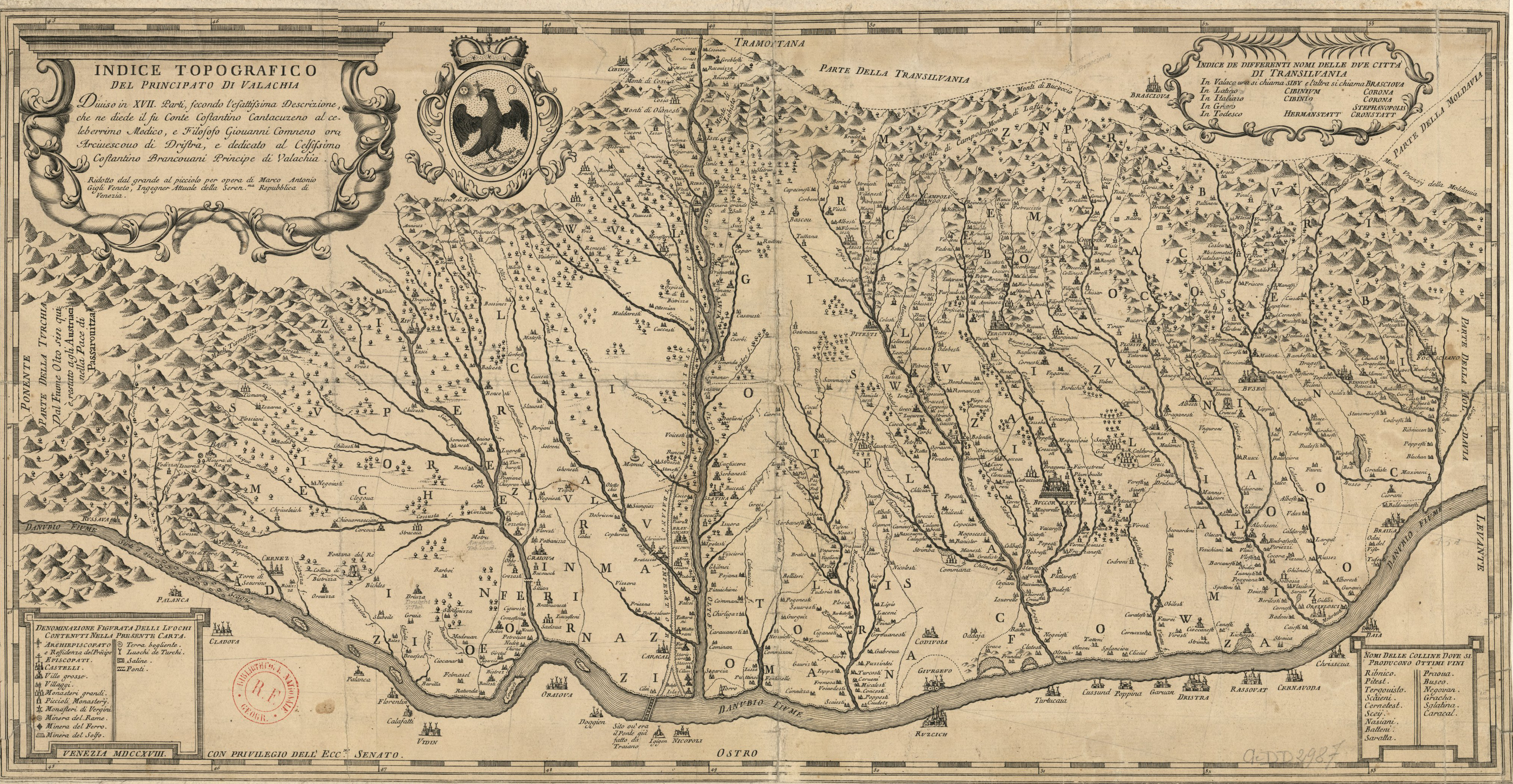
Valaquia. Mapa de Constantin Cantacuzino

## SiglosXVII-XVIII
Aunque siglos de continuos ataques e incursiones de turcos, tártaros, polacos, húngaros y cosacos habían paralizado a Moldavia y Valaquia y causado pérdidas económicas y humanas, los dos países estaban relativamente adaptados a este tipo de conflictos. Durante la segunda mitad del siglo XVII, Polonia sufrió una serie similar de ataques: los ataques suecos, cosacos y tártaros finalmente dejaron a Polonia en ruinas y perdió su lugar como potencia centroeuropea (ver El Diluvio).

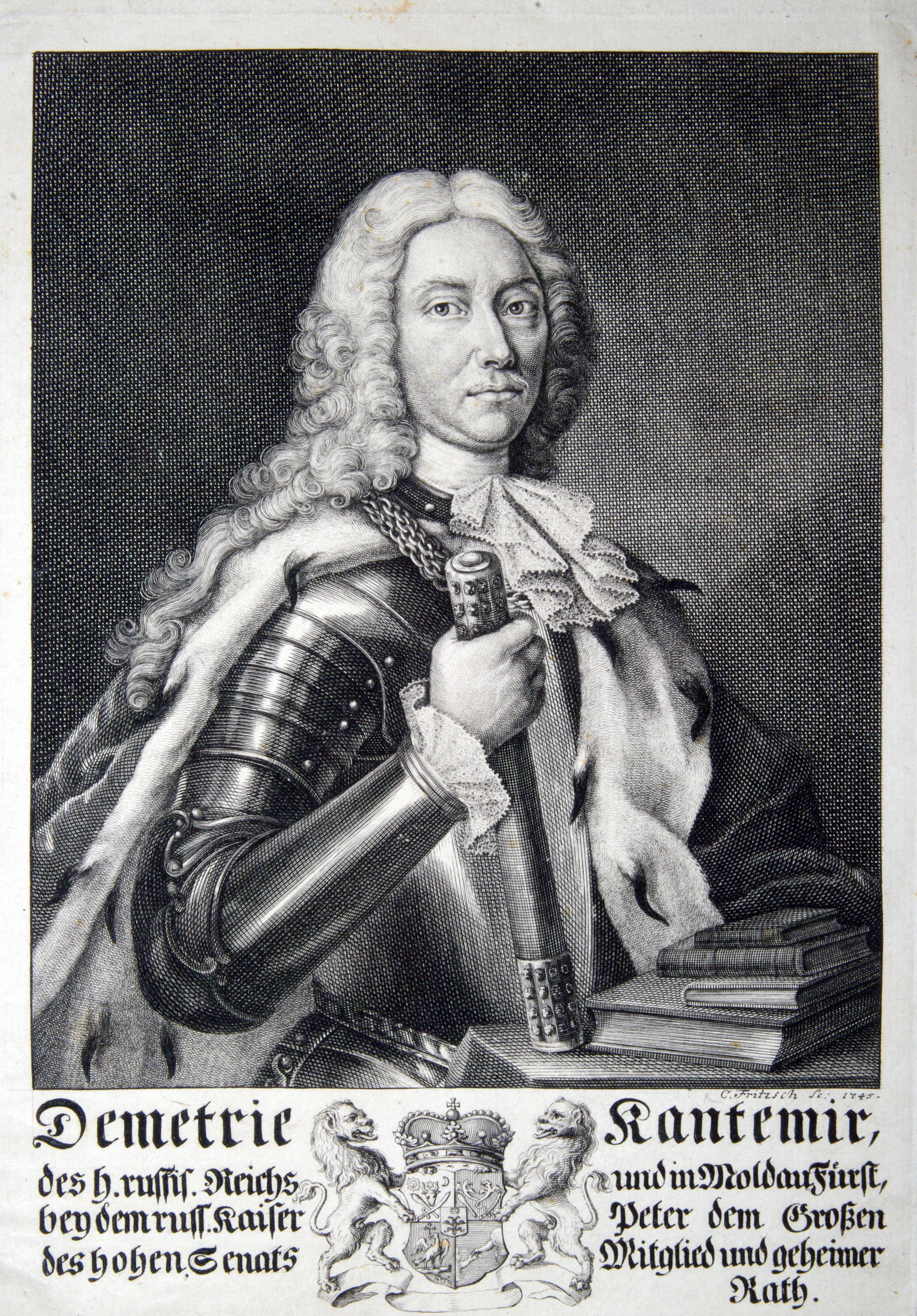
Dimitrie Cantemir (1673-1723)

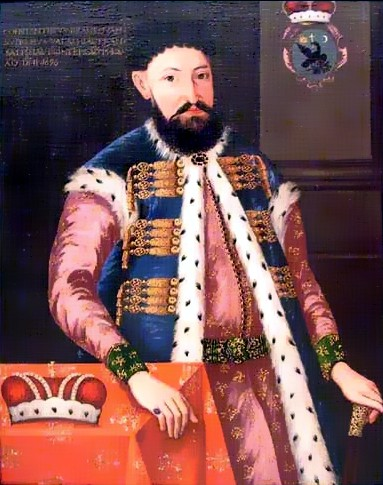
Constantin Brâncoveanu (1654-1714)

Polonia y Hungría católicas, que a pesar de ser países cristianos, intentaron constantemente tomar el control de la Moldavia ortodoxa y Valaquia. Un nuevo posible aliado era Rusia, que aparentemente no representaba ningún peligro para Moldavia, por razones geográficas y religiosas.
A principios del siglo XVII, Moldavia tuvo experiencias desafortunadas en sus esfuerzos por la ayuda rusa de Ivan III y Alexis Michaelovitch contra los turcos y tártaros. Bajo Pedro el Grande, la fuerza y la influencia de Rusia habían crecido y parecía ser un excelente aliado para Moldavia. Numerosos moldavos y valacos se alistaron en el ejército de Pedro, que contenía un escuadrón compuesto solo por caballería rumana. Bajo Constantin Cantemir, Antioh Cantemir y Constantin Brâncoveanu, Moldavia y Valaquia esperaban que con la ayuda rusa pudieran expulsar a los turcos de las ciudades fronterizas (Chilia, Cetatea Albă).
Carlos XII de Suecia, después de su derrota en 1709 en la batalla de Lesnaya, buscó refugio en Tighina, un fuerte fronterizo del estado vasallo turco de Moldavia, custodiado por tropas otomanas. Como respuesta, Pedro llegó a Iaşi en 1710. Allí volvió a firmar el tratado de alianza ruso-moldavo (previamente firmado en Lutsk el 24 de abril de 1711), que preveía el liderazgo hereditario de su amigo cercano Dimitrie Cantemir (hijo de Constantin Cantemir y hermano de Antioh Constantin) que se suponía que llevaba el título de «Señor Sereno de la tierra de Moldavia, Soberano y Amigo (Volegator) de la tierra de Rusia», pero no como vasallo súbdito, como bajo los otomanos. Aunque en ese momento la frontera occidental de Rusia era el río Bug Meridional, el tratado estipulaba que el Dniéster debería ser el límite entre Moldavia y el Imperio ruso y que Budjak pertenecería a Moldavia. El país no pagaría ni un céntimo de tributo. El zar se comprometió a no infringir los derechos del soberano moldavo o de quien pudiera sucederle. Considerándolo el salvador de Moldavia, los boyardos celebraron un banquete en honor del zar y para celebrar el tratado.
En respuesta, un gran ejército otomano se acercó a lo largo del Prut y, en la batalla de Stanilesti en junio de 1711, los ejércitos ruso y moldavo fueron aplastados. La guerra terminó con el Tratado de Pruth el 21 de julio de 1711. El gran visir impuso términos drásticos. El tratado estipulaba que los ejércitos rusos abandonarían Moldavia inmediatamente, renunciarían a su soberanía sobre los cosacos, destruirían las fortalezas erigidas a lo largo de la frontera y devolverían Otchakov a la Puerta. Moldavia se vio obligada a ayudar y sufragar todos los gastos de los refuerzos y suministros que atravesasen el territorio moldavo. El príncipe Cantemir, muchos de sus boyardos y gran parte del ejército moldavo tuvieron que refugiarse en Rusia.
Como resultado de su victoria en la guerra de 1711, los turcos colocaron una guarnición en Hotin, reconstruyeron la fortaleza bajo la dirección de ingenieros franceses y convirtieron la región circundante en un sanjak. Moldavia estaba ahora encerrada por las franjas fronterizas turcas en Hotin, Bender, Akkerman, Kilia, Ismail y Reni. El nuevo sanjak era el más extenso del territorio moldavo y comprendía un centenar de pueblos y las ciudades comerciales de Lipcani-Briceni y Suliţa Noua. Bajo los turcos, Besarabia y Transnistria fueron testigos de una inmigración constante desde Polonia y Ucrania, de campesinos sin tierra de habla ucraniana, en gran parte fugitivos de la severa servidumbre que prevalecía allí, a los distritos de Hotin y Chişinău.
A los moldavos existentes en los ejércitos rusos se unieron los húsares moldavos y valacos recién incorporados (Hansari en idioma rumano) de la guerra ruso-turca (1735-1739). Cuando el mariscal de campo Burkhard Christoph von Münnich entró en Iaşi, la capital de Moldavia, las tropas auxiliares moldavas al servicio de Turquía cambiaron de bando y se unieron a las rusas. Fueron constituidos oficialmente en el «Regimiento número 96 - Húsares de Moldavia» ("Moldavskiy Hussarskiy Polk"), bajo el príncipe Cantemir, el 14 de octubre de 1741. Participaron en la guerra de 1741-1743 con Suecia y en las campañas de 1741 y 1743 en Wilmanstrand y Helsinki. Durante la guerra de los Siete Años lucharon en las batallas de Gross-Jägersdorf (1757), Zorndorf (1758), Kunersdorf (1759) y la captura de Berlín en 1760.

### Fanariotas
Una exigencia importante del Tratado de Prut fue que Moldavia y Valaquia tendrían solo gobernantes designados. Los Fanariotas serían nombrados Hospodars desde 1711 hasta 1821. El final del siglo XVIII se considera uno de los momentos más oscuros de la historia de Rumania. El objetivo principal de la mayoría de los fanariotas era enriquecerse y luego retirarse.
Bajo los fanariotas, Moldavia fue el primer estado de Europa del Este en abolir la servidumbre, cuando Constantino Mavrocordatos convocó a los boyardos en 1749 a un gran concilio en la iglesia de los Tres Jerarcas en Iași. En Transilvania, esta reforma no se llevó a cabo hasta 1784, como consecuencia de la sangrienta revuelta del campesinado rumano bajo Horea, Cloşca y Crişan. Besarabia era ahora aún más atractiva para los siervos polacos y rusos. Los primeros tenían que servir gratuitamente a sus amos durante 150 días al año, y los segundos eran prácticamente esclavos. La inmigración clandestina de Polonia y de Ucrania fluyó particularmente hacia los límites de Besarabia, alrededor de Hotin y Cernăuţi.

### Expansión rusa

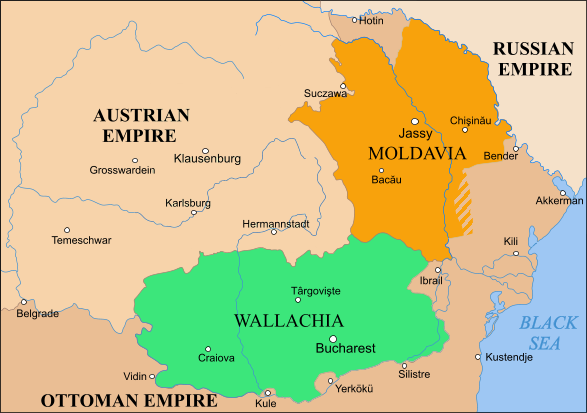
Moldavia antes del Tratado de Bucarest (1812)

A finales del siglo XVIII y principios del siglo XIX, Moldavia, Valaquia y Transilvania se encontraron como un área de enfrentamiento de tres imperios vecinos: el Imperio Habsburgo, el Imperio ruso recién aparecido y el Imperio otomano.
En 1768, estalló una guerra de seis años entre Rusia y Turquía (véase Guerra ruso-turca (1768-1774)). Los rusos tomaron Hotin, Bender e Iaşi y ocuparon Moldavia durante toda la guerra. En 1772, la partición de Polonia dio Galicia y Lodomeria a Austria, y Volinia y Podolia a Rusia, por lo que Moldavia estaba ahora en contacto inmediato con los imperios austriaco y ruso. En el Tratado de Küçük Kaynarca (1774) Turquía cedió a Rusia el país entre los ríos Dnieper y Bug, pero retuvo las fortalezas fronterizas de Besarabia y sus sanjaks. Moldavia mantuvo su independencia, bajo la soberanía turca, como antes. Catalina asumió el derecho de proteger a los cristianos de los principados rumanos.
En 1775, la emperatriz María Teresa de la Monarquía de los Habsburgo aprovechó la situación y ocupó el extremo norte de Moldavia, llamado Bucovina, haciendo marchar a los ejércitos austriacos a través de Cernăuţi y Suceava, considerada la ciudad santa de Moldavia, ya que conservaba las tumbas de Esteban el Grande y otros gobernantes de Moldavia. La ocupación fue reconocida con un tratado entre el Imperio Habsburgo y el Imperio otomano, a pesar de las protestas de Grigore Ghica, el hospodar de Moldavia. Grigore Ghica fue asesinado en 1777, en Iaşi, por tropas turcas pagadas de Austria.
En 1787, Rusia y Austria declararon la guerra a Turquía (véase guerra ruso-turca (1787-1792)). La emperatriz Catalina deseaba instalar a Grigori Alexandrovich Potemkin como Príncipe de Dacia, un estado vasallo ruso correspondiente a la antigua Dacia romana, y así acercarse a su objetivo final, Constantinopla. En 1788 comenzó la guerra, pero los preparativos de Turquía fueron inadecuados y el momento fue mal elegido, ahora que Rusia y Austria eran aliados. Después de una larga lista de fracasos, los otomanos se vieron obligados a rendirse. El Tratado de Paz se firmó en Iaşi (véase el Tratado de Jassy) en enero de 1792. Se estipuló que Moldavia seguirá siendo vasallo turco, que el Dniéster era la frontera entre Moldavia y el Imperio ruso, y que Budjak pasaría bajo control ruso.
En 1806, Napoleón I de Francia alentó al zar Alejandro Pavlovitch a comenzar otra guerra con Turquía. Las tropas rusas ocuparon nuevamente Moldavia y Valaquia bajo el mando del general Kutussoff, quien fue nombrado gobernador general de los principados rumanos. Los cónsules y agentes diplomáticos extranjeros tuvieron que abandonar las capitales de Iaşi y Bucarest. Después de que los rusos rompieron la tregua con un ataque sorpresa, los otomanos iniciaron negociaciones de paz. En Giurgiu y en Bucarest (ver Tratado de Bucarest (1812)), los rusos se anexionaron de Budjak y la parte oriental de Moldavia, que se llamó Besarabia.

### Besarabia y Bucovina
Besarabia —que según el censo oficial ruso de 1816, tenía un 92,5% de población rumana (419 240 rumanos, 30 000 ucranianos, 19 120 judíos, 6000 lipovanos) — estaría en poder de Rusia hasta 1918. Durante ese tiempo, el porcentaje de la población rumana de la zona disminuyó debido a la política de colonización seguida por el gobierno ruso. En los primeros años posteriores a la anexión, varios miles de familias campesinas huyeron más allá del río Pruth por temor a que las autoridades rusas introdujeran la servidumbre. Esta fue una de las razones detrás de la decisión del gobierno ruso de no extender el régimen de servidumbre a Besarabia.
Durante los primeros quince años después de la anexión, Besarabia disfrutó de cierto grado de autonomía sobre la base de las «Reglas temporales para el gobierno de Besarabia» de 1813 y, más fundamentalmente, del «Estatuto para la formación de la provincia de Besarabia» que fue introducido por Alejandro I durante su visita personal a Chisináu en la primavera de 1818. Ambos documentos estipulaban que la administración de justicia se aplicaría sobre la base de las leyes y costumbres locales, así como de las leyes rusas. El rumano se utilizaría junto con el ruso como idioma de administración. La provincia quedó bajo la autoridad de un virrey que gobernó junto con el Consejo Supremo formado en parte por elección entre las filas de la nobleza local. Asimismo, un número considerable de puestos en la administración del distrito se cubrieron mediante elección. La autonomía de Bessarbia se redujo considerablemente en 1828 cuando, en representación del gobernador general de Nueva Rusia y el virrey de Besarabia, el príncipe Mikhail Vorontsov, Nicolás I adoptó un nuevo estatuto que abolió el Consejo Supremo y redujo el número de cargos electos en la administración local..
Paralelamente, el gobierno ruso siguió la política de colonización. El 26 de junio de 1812, el zar Alejandro I promulgó el Estatus Especial de Colonización de Besarabia. Se trajeron colonos búlgaros, gagauzos, alemanes, judíos, suizos y franceses. En 1836, se impuso el idioma ruso en la administración oficial, la escuela e iglesia. Inicialmente como un aspecto de la unificación administrativa de Besarabia con el resto del imperio, la promoción del idioma ruso en la esfera pública se convirtió en una política de rusificación completa a fines del siglo XIX, cuando el gobierno ruso adoptó políticas represivas hacia los intelectuales locales rumanos.
Bucovina (incluida Bucovina del Norte) en ese momento (1775) tenía una población de 75.000 rumanos y 12.000 ucranianos, judíos y polacos. Fue anexionada a la provincia de Galicia controlada por los Habsburgo y colonizada por ucranianos, alemanes, húngaros, judíos y armenios. Se les concedieron tierras gratuitas y se les excluyó del pago de impuestos. Entre 1905 y 1907, se prometieron más tierras a 60.000 rumanos y fueron enviados a Siberia y las provincias de Asia Central. En cambio, se incorporaron más bielorrusos y ucranianos. Los idiomas oficiales en la escuela y en la administración eran el alemán y el polaco.

## Transilvania

### Los Habsburgo
En 1683, el ejército polaco de Jan Sobieski aplastó a un ejército otomano que asediaba Viena, y las fuerzas cristianas pronto comenzaron el lento proceso de expulsar a los turcos de Europa. En 1688, la Dieta de Transilvania renunció a la soberanía otomana y aceptó la protección austriaca. Once años después, la Puerta reconoció oficialmente la soberanía de Austria sobre la región. Aunque un decreto imperial reafirmó los privilegios de los nobles de Transilvania y el estatus de sus cuatro religiones «reconocidas», Viena asumió el control directo de la región y el emperador planeó la anexión.
La mayoría rumana permaneció separada de la vida política de Transilvania y casi totalmente esclavizada; A los rumanos se les prohibió casarse, reubicarse o practicar un oficio sin el permiso de sus propietarios. Además de las opresivas exacciones feudales, los ortodoxos rumanos tenían que pagar diezmos a la Iglesia católica o protestante, dependiendo de la fe de sus propietarios. Prohibidos de recolectar diezmos, los sacerdotes ortodoxos vivían en la miseria y muchos trabajaban como campesinos para sobrevivir.
Bajo el dominio de los Habsburgo, los católicos dominaron a los protestantes más numerosos de Transilvania, y Viena organizó una campaña para convertir la región al catolicismo. El ejército imperial entregó muchas iglesias protestantes a manos católicas, y cualquiera que se separara de la Iglesia católica estaba expuesto a recibir una flagelación pública. Los Habsburgo también intentaron persuadir a los clérigos ortodoxos para que se unieran a la Iglesia greco-católica rumana, que conservaba los rituales y costumbres ortodoxos, pero aceptaba cuatro puntos clave de la doctrina católica y reconocía la autoridad papal.
Los jesuitas enviados a Transilvania prometieron a los clérigos ortodoxos un estatus social elevado, exención de la servidumbre y beneficios materiales. En 1699 y 1701, el emperador Leopoldo I decretó que la Iglesia Ortodoxa de Transilvania fuera una con la Iglesia católica; los Habsburgo, sin embargo, nunca tuvieron la intención de hacer del greco-catolicismo una religión "recibida" y no hicieron cumplir partes de los decretos de Leopoldo que daban a los clérigos greco-católicos los mismos derechos que a los sacerdotes católicos. A pesar de la aceptación de la unión por parte de un sínodo ortodoxo, muchos clérigos y fieles ortodoxos la rechazaron.
En 1711, después de haber reprimido una rebelión de ocho años de nobles y siervos húngaros, el imperio austriaco consolidó su control sobre Transilvania y, en varias décadas, la Iglesia greco-católica demostró ser una fuerza fundamental en el surgimiento del nacionalismo rumano. Los clérigos greco-católicos tenían influencia en Viena; y sacerdotes greco-católicos, educados en Roma y en Viena, familiarizaron a los rumanos con las ideas occidentales, escribieron historias que rastreaban sus orígenes daciorromanos, adaptaron el alfabeto latino al idioma rumano (ver alfabeto rumano) y publicaron gramáticas y libros de oraciones rumanos. La sede de la Iglesia greco-católica rumana en Blaj, en el sur de Transilvania, se convirtió en un centro de cultura rumana.
La lucha de los rumanos por la igualdad en Transilvania encontró su primer defensor formidable en un obispo greco-católico, Inocenţiu Micu-Klein, quien, con el respaldo imperial, se convirtió en barón y miembro de la Dieta de Transilvania. De 1729 a 1744, Klein presentó peticiones a Viena en nombre de los rumanos y obstinadamente tomó la palabra en la Dieta de Transilvania para declarar que los rumanos no eran inferiores a ningún otro pueblo de Transilvania, que contribuían con más impuestos y soldados al estado que cualquiera de las "naciones" de Transilvania, y que sólo la enemistad y los privilegios obsoletos causaron su exclusión política y explotación económica. Klein luchó para conseguir que los clérigos greco-católicos tuvieran los mismos derechos que los sacerdotes católicos latinos, para reducir las obligaciones feudales, restaurar las tierras expropiadas a los campesinos rumanos y prohibir a los señores feudales privar a los niños rumanos de una educación.
Las palabras del obispo cayeron en oídos sordos en Viena; y los diputados húngaros, alemanes y Szekler, aferrándose celosamente a sus nobles privilegios, se burlaban abiertamente del obispo y gruñendo que los rumanos eran para el cuerpo político de Transilvania lo que «las polillas son para la ropa». Klein finalmente huyó a Roma, donde sus apelaciones al papa resultaron infructuosas. Murió en un monasterio romano en 1768. La lucha de Klein, sin embargo, incitó tanto a los greco-católicos como a los ortodoxos rumanos a exigir la igualdad de condiciones. En 1762, un decreto imperial estableció una organización para la comunidad ortodoxa de Transilvania, pero el imperio aún negaba la igualdad de la ortodoxia incluso con la Iglesia greco-católica.

### La revuelta de Horea, Cloşca y Crişan
El emperador José II (r. 1780-1790), antes de su ascenso, fue testigo de la miserable existencia de los siervos durante tres giras por Transilvania. Como emperador, lanzó un enérgico programa de reformas. Empapado en las enseñanzas de la Ilustración francesa, practicó el «despotismo ilustrado» o reforma desde arriba diseñada para adelantarse a la revolución desde abajo. Llevó al imperio bajo un estricto control central, lanzó un programa de educación e instituyó la tolerancia religiosa, incluidos los derechos civiles plenos para los cristianos ortodoxos. En 1784, los siervos de Transilvania bajo Horea, Cloşca y Crişan, convencidos de que contaban con el apoyo del Emperador, se rebelaron contra sus amos feudales, saquearon castillos y casas señoriales y asesinaron a unos 100 nobles. José ordenó reprimir la revuelta, pero otorgó amnistía a todos los participantes excepto a sus líderes, a quienes los nobles torturaron y mataron frente a los campesinos llevados para presenciar la ejecución. Jose, con el objetivo de atacar las causas fundamentales de la rebelión, emancipó a los siervos, anuló la constitución de Transilvania, disolvió la Unión de las Tres Naciones y decretó en alemán como lengua oficial del imperio. Los nobles y el clero católico de Hungría se resistieron a las reformas de José, y los campesinos pronto se sintieron insatisfechos con los impuestos, el servicio militar obligatorio y la requisa forzosa de suministros militares. Ante un gran descontento, Jose renunció a muchas de sus iniciativas hacia el final de su vida.
El decreto de germanización de José II desencadenó una reacción en cadena de los movimientos nacionales en todo el imperio. Los húngaros pidieron la unificación de Hungría y Transilvania y la magiarización de los pueblos minoritarios.[cita requerida][cita requerida] Amenazados tanto por la germanización como por la magiarización, los rumanos y otras naciones minoritarias experimentaron un despertar cultural. En 1791, dos obispos rumanos, uno ortodoxo y el otro greco-católico, solicitaron al emperador Leopoldo II (r. 1790-1792) que concediera a los rumanos derechos políticos y civiles, que colocara al clero ortodoxo y greco-católico en pie de igualdad y que distribuyera una proporción de puestos gubernamentales para los designados rumanos; los obispos apoyaron su petición argumentando que los rumanos eran descendientes de los romanos y los habitantes aborígenes de Transilvania. El emperador restauró Transilvania como entidad territorial y ordenó a la Dieta de Transilvania que considerara la petición. Sin embargo, la Dieta decidió solo permitir que los creyentes ortodoxos practicaran su fe; los diputados se negaron el reconocimiento de la Iglesia Ortodoxa y se negaron a dar a los rumanos la misma posición política que a las otras naciones de Transilvania.
El sucesor de Leopoldo, Francisco I (r. 1792-1835), cuya casi anormal aversión al cambio y miedo a la revolución trajo a su imperio cuatro décadas de estancamiento político, prácticamente ignoró la constitución de Transilvania y se negó a convocar la Dieta de Transilvania durante veintitrés años. Cuando la Dieta finalmente se volvió a convocar en 1834, la cuestión del idioma resurgió, ya que los diputados húngaros propusieron hacer del magiar (húngaro) el idioma oficial de Transilvania. En 1843, la Dieta húngara aprobó una ley que convertía al magiar en el idioma oficial de Hungría, y en 1847 la Dieta de Transilvania promulgó una ley que requería que el gobierno usara el magiar. Los rumanos de Transilvania protestaron en vano.
A finales del siglo XVII, tras la derrota de los turcos, Hungría y Transilvania pasaronn a formar parte de la monarquía de los Habsburgo. Los austriacos, a su vez, expandieron rápidamente su imperio: en 1718 una parte importante de Valaquia, llamada Oltenia, se incorporó al Imperio austríaco como el Banato de Craiova y solo se devolvió en 1739.